# Liste der Biografien/Davis
Liste der Biografien |
Portal Biografien |
Personensuche
# |
A |
B |
C |
D |
E |
F |
G |
H |
I |
J |
K |
L |
M |
N |
O |
P |
Q |
R |
S |
T |
U |
V |
W |
X |
Y |
Z |
?
 
Da |
Db |
Dc |
Dd |
De |
Dg |
Dh |
Di |
Dj |
Dk |
Dl |
Dm |
Dn |
Do |
Dq |
Dr |
Ds |
Du |
Dv |
Dw |
Dy |
Dz
 
Daa |
Dab |
Dac |
Dad |
Dae |
Daf |
Dag |
Dah |
Dai |
Daj |
Dak |
Dal |
Dam |
Dan |
Dao |
Dap |
Daq |
Dar |
Das |
Dat |
Dau |
Dav |
Daw |
Dax |
Day |
Daz
 
Dava |
Davd |
Dave |
Davi |
Davl |
Davo |
Davr |
Davs |
Davu |
Davy
 
Davia |
Davic |
David |
Davie |
Davig |
Davil |
Davin |
Davio |
Davis |
Davit |
Daviz
Die Liste der Biografien führt alle Personen auf, die in der deutschsprachigen Wikipedia einen Artikel haben. Dieses ist eine Teilliste mit 595 Einträgen von Personen, deren Namen mit den Buchstaben „Davis“ beginnt.

## Davis

### Davis C
- Davis Cámara, David (* 1976), spanischer Handballspieler und -trainer

### Davis, A – Davis, Z

#### Davis, A
- Davis, Aaron (* 1967), US-amerikanischer Boxer
- Davis, Al (1929–2011), US-amerikanischer Franchisebesitzer der National Football League
- Davis, Alan (* 1956), britischer Comiczeichner und -autor
- Davis, Alexander (1833–1889), US-amerikanischer Politiker
- Davis, Alexander, kanadischer Kinderdarsteller und Theaterschauspieler
- Davis, Alexander Jackson (1803–1892), US-amerikanischer Architekt
- Davis, Alexander K. († 1884), US-amerikanischer Politiker
- Davis, Allan (* 1980), australischer Radrennfahrer
- Davis, Allen Clayton (1927–2025), US-amerikanischer Diplomat
- Davis, Amos (1794–1835), US-amerikanischer Politiker
- Davis, Andrew (1944–2024), britischer Dirigent
- Davis, Andrew (* 1946), US-amerikanischer Filmregisseur, Produzent sowie DrehbuchautorAndrew Davis (* 1946)

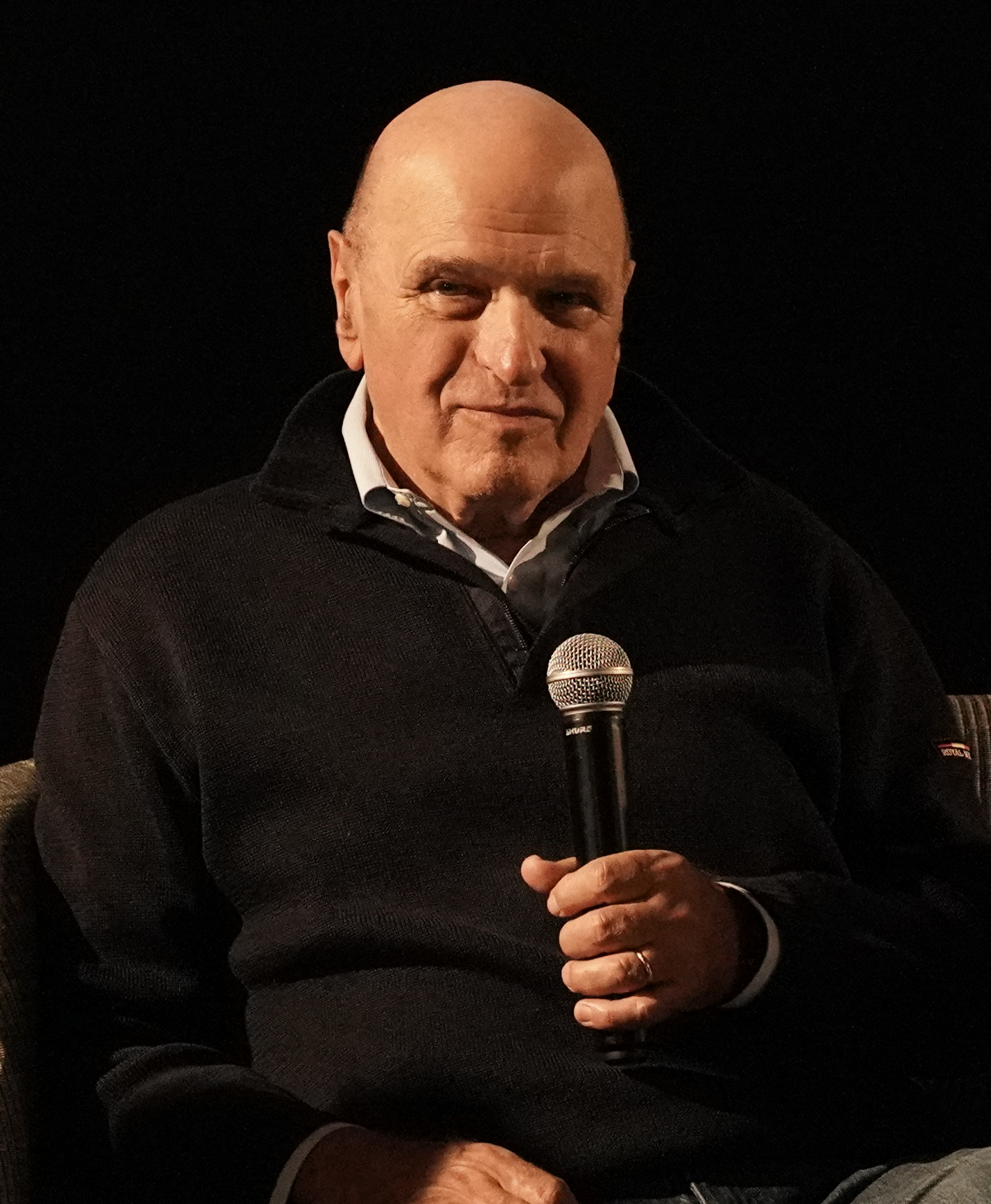
Andrew Davis (* 1946)

- Davis, Andrew (* 1981), kanadischer Eishockeyspieler
- Davis, Andrew Jackson (1826–1910), US-amerikanischer Spiritist
- Davis, Angela (* 1944), US-amerikanische Bürgerrechtlerin, Soziologin und SchriftstellerinAngela Davis (* 1944)

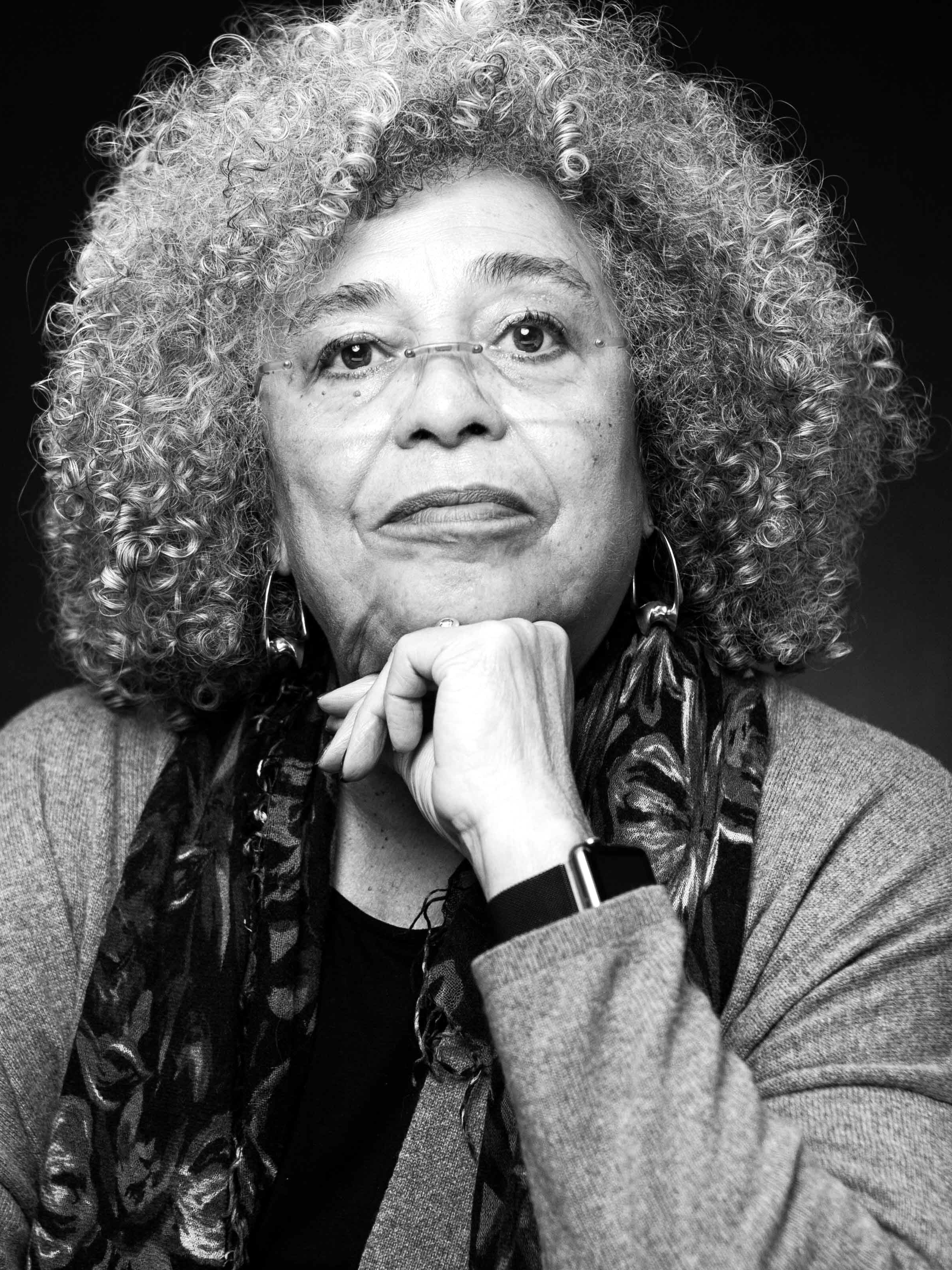
Angela Davis (* 1944)

- Davis, Ann B. (1926–2014), US-amerikanische Fernsehschauspielerin
- Davis, Annett (* 1973), US-amerikanische Beachvolleyballspielerin
- Davis, Anthony, britischer Chemiker
- Davis, Anthony (* 1951), amerikanischer Komponist und Jazzpianist
- Davis, Anthony (* 1993), US-amerikanischer Basketballspieler
- Davis, Antonio (* 1968), US-amerikanischer Basketballspieler
- Davis, April Mae, US-amerikanische Schauspielerin
- Davis, Aree (* 1991), US-amerikanische Schauspielerin
- Davis, Art (1934–2007), US-amerikanischer Kontrabassist
- Davis, Art (* 1982), deutscher Video- und Filmregisseur, Produzent und Filmeditor
- Davis, Artur (* 1967), US-amerikanischer Politiker
- Davis, Austin (* 1989), US-amerikanischer Politiker der Demokratischen Partei

#### Davis, B
- Davis, Baron (* 1979), US-amerikanischer Basketballspieler
- Davis, Barry (* 1961), US-amerikanischer Ringer
- Davis, Battle (1952–1994), US-amerikanischer Filmeditor
- Davis, Ben, britischer Kameramann
- Davis, Ben (* 2000), thailändisch-englisch-singapurischer Fußballspieler
- Davis, Benjamin Byron (* 1972), US-amerikanischer Schauspieler, Autor, Regisseur und Synchronsprecher
- Davis, Benjamin O. Jr. (1912–2002), US-amerikanischer Offizier, General der US Air Force
- Davis, Bennie L. (1928–2012), US-amerikanischer Offizier, General der US Air Force
- Davis, Bergen (1869–1958), US-amerikanischer Physiker
- Davis, Bernard (* 1893), US-amerikanischer Bankier und Philatelist
- Davis, Bernard David (1916–1994), US-amerikanischer Mikrobiologe
- Davis, Beryl (1924–2011), britisch-amerikanische Sängerin und Schauspielerin
- Davis, Bette (1908–1989), US-amerikanische SchauspielerinBette Davis (1908–1989)

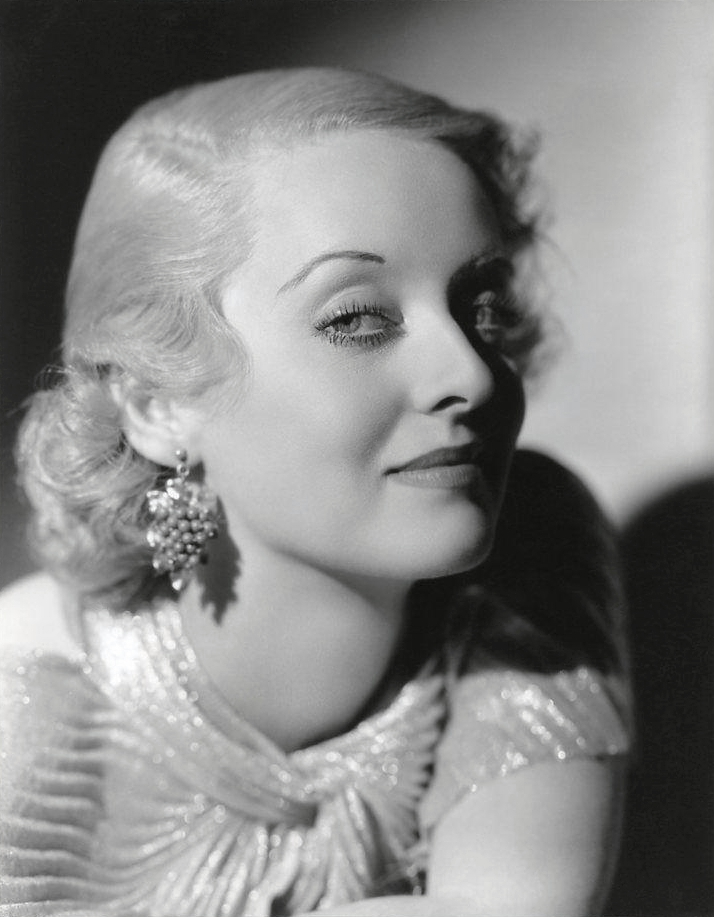
Bette Davis (1908–1989)

- Davis, Betty (1944–2022), US-amerikanische Sängerin
- Davis, Bill (1929–2021), kanadischer Rechtsanwalt, Politiker und 18. Premierminister von Ontario
- Davis, Billie (* 1945), britische Sängerin
- Davis, Billy junior (* 1938), US-amerikanischer Musiker
- Davis, Blind Willie, US-amerikanischer Blues- und Gospel-Sänger und Gitarrist
- Davis, Boo Boo (* 1943), US-amerikanischer Bluesmusiker und Songwriter
- Davis, Brad (1949–1991), US-amerikanischer Schauspieler
- Davis, Brad (* 1981), US-amerikanischer Fußballspieler
- Davis, Brandon (* 1995), US-amerikanischer Snowboarder
- Davis, Brian Newton (1934–1998), neuseeländischer Priester und als anglikanischer Erzbischof von Neuseeland Primas der Anglican Church in Aotearoa, New Zealand and Polynesia
- Davis, Brooke (* 1980), australische Schriftstellerin
- Davis, Bruce (* 1942), US-amerikanisches Mitglied der Manson Family
- Davis, Byron (* 1973), australischer Squashspieler

#### Davis, C
- Davis, Calvin (1972–2023), US-amerikanischer Leichtathlet
- Davis, Candice (* 1985), US-amerikanische Hürdenläuferin
- Davis, Carl (1936–2023), US-amerikanischer Komponist
- Davis, Carlie (* 1991), US-amerikanische Fußballspielerin
- Davis, Carlton (* 1996), US-amerikanischer American-Football-Spieler
- Davis, Carole (* 1958), britische Schauspielerin und Sängerin
- Davis, Caroline (* 1981), US-amerikanische Jazzsaxophonstin
- Davis, Chandra (* 1978), US-amerikanisches Model und Sängerin
- Davis, Charles (1925–2009), irischer Charakterschauspieler, Drehbuchautor und Regisseur
- Davis, Charles (1933–2016), US-amerikanischer Jazzsaxophonist
- Davis, Charles (* 1946), australischer Jazzflötist
- Davis, Charles Crawford (1893–1966), US-amerikanischer Tontechniker
- Davis, Charles Henry (1807–1877), US-amerikanischer Admiral, Astronom und Hydrogeograph
- Davis, Charles Michael (* 1984), US-amerikanischer Schauspieler
- Davis, Charles Russell (1849–1930), US-amerikanischer Politiker
- Davis, Charlie (1899–1991), US-amerikanischer Jazzmusiker, Komponist und Bandleader
- Davis, Claude (* 1979), jamaikanischer Fußballspieler
- Davis, Clifford (1897–1970), US-amerikanischer Politiker
- Davis, Clive (* 1932), US-amerikanischer Musikmanager und ProduzentClive Davis (* 1932)

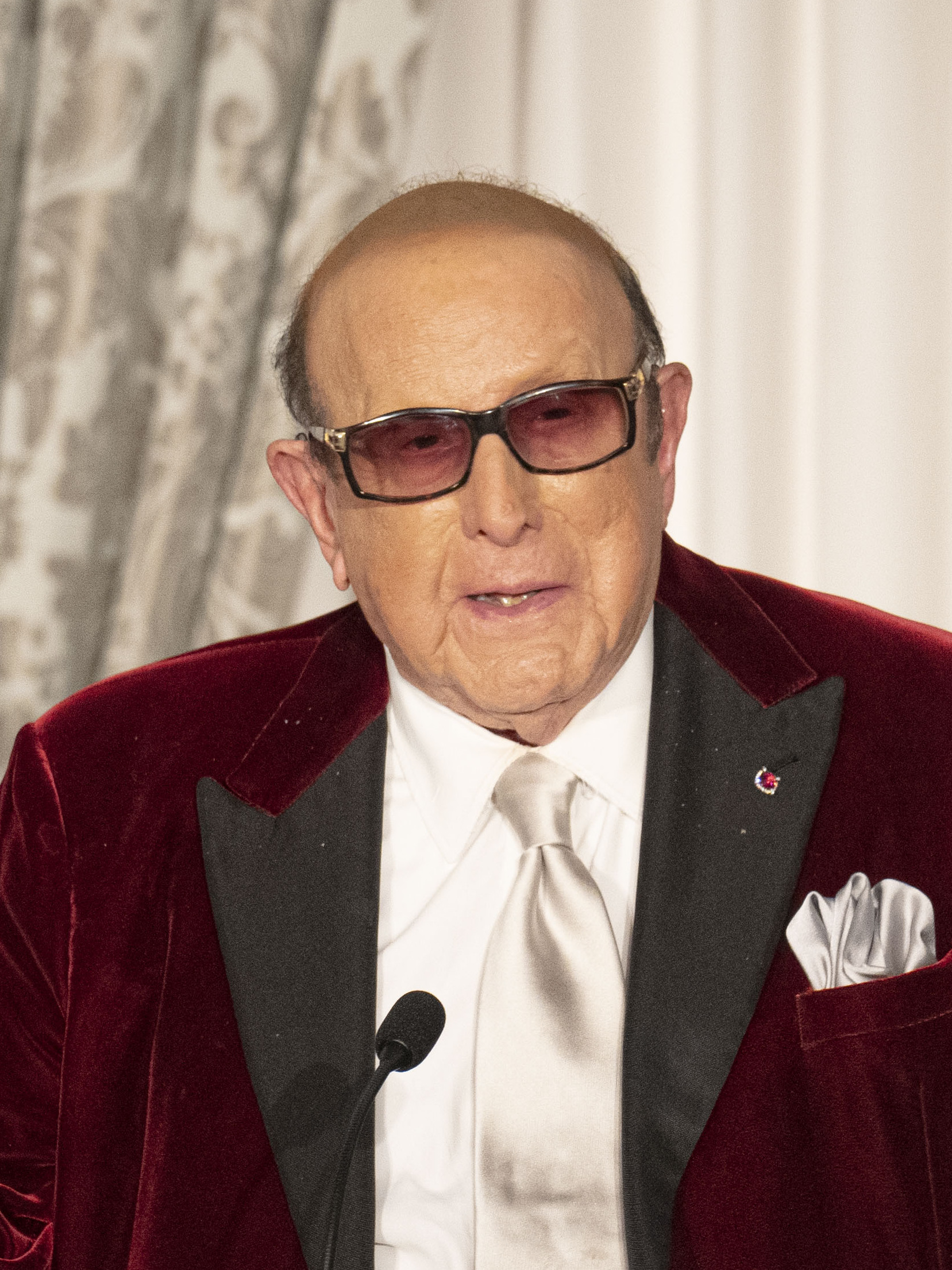
Clive Davis (* 1932)

- Davis, Colin (1927–2013), britischer Dirigent
- Davis, Colin (1933–2012), britischer Formel-1-Fahrer
- Davis, Corey (* 1995), US-amerikanischer Footballspieler
- Davis, Cushman Kellogg (1838–1900), US-amerikanischer Politiker
- Davis, Cyrus W. (1856–1917), US-amerikanischer Geschäftsmann und Politiker

#### Davis, D
- Davis, D. W. (1873–1959), US-amerikanischer Politiker und Gouverneur des Bundesstaates Idaho (1919–1923)
- Davis, Dale (* 1969), US-amerikanischer Basketballspieler
- Davis, Damion (* 1980), deutscher Musiker, Schauspieler und Filmemacher
- Davis, Dana (* 1978), US-amerikanische Schauspielerin
- Davis, Dane A., Tontechniker
- Davis, Daniel (* 1945), US-amerikanischer SchauspielerDaniel Davis (* 1945)

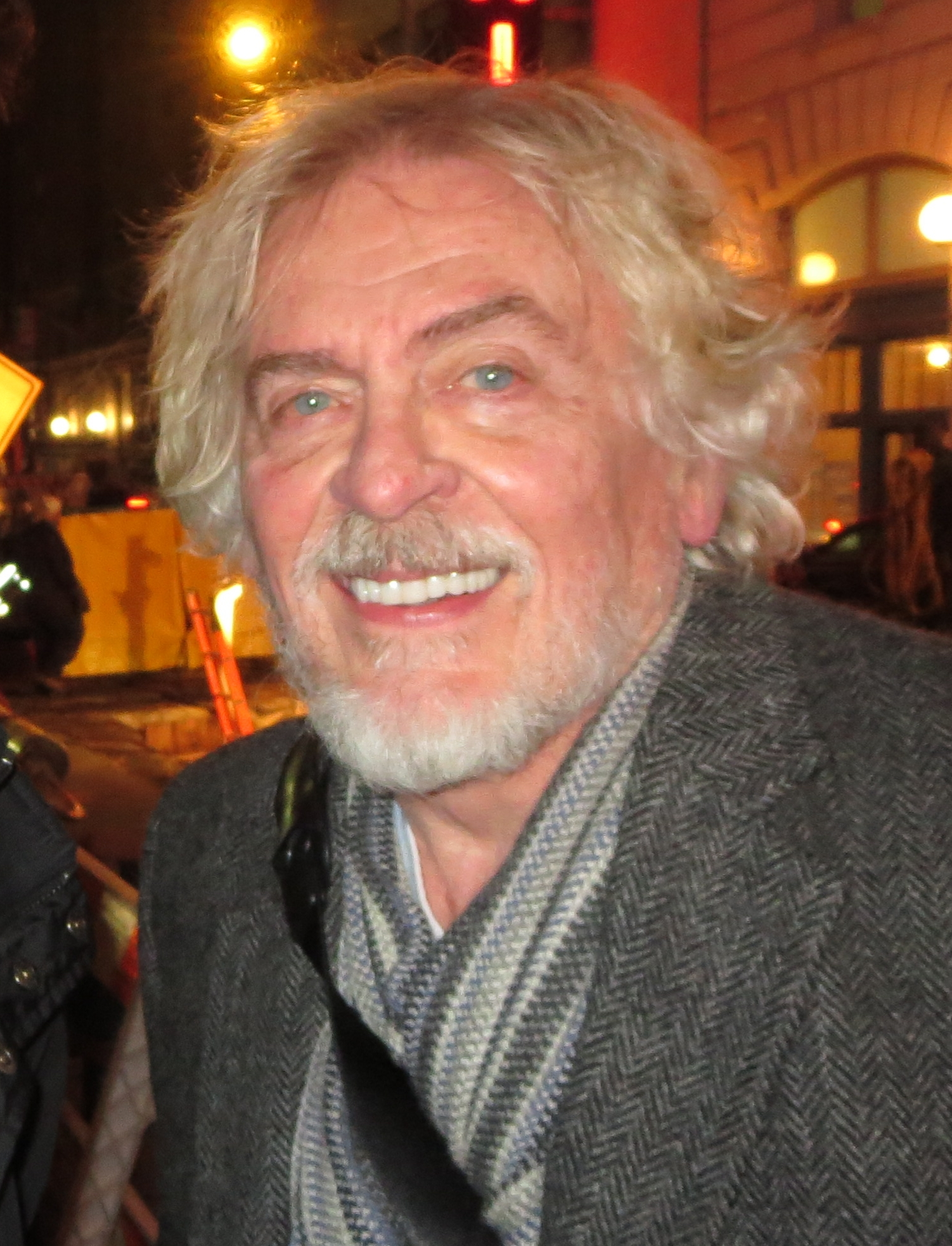
Daniel Davis (* 1945)

- Davis, Daniel F. (1843–1897), Gouverneur von Maine
- Davis, Danny, amerikanischer Jazzmusiker
- Davis, Danny (* 1988), US-amerikanischer Snowboarder
- Davis, Danny K. (* 1941), US-amerikanischer Politiker der Demokratischen Partei
- Davis, Daryl (* 1958), US-amerikanischer Musiker, Autor, Schauspieler und Bandleader
- Davis, Dave (* 1937), US-amerikanischer Kugelstoßer und Diskuswerfer
- Davis, Dave (* 1973), deutscher Kabarettist, Komponist und Hörbuchproduzent
- Davis, David (1797–1866), walisischer Bergbaupionier und Unternehmer
- Davis, David (1815–1886), US-amerikanischer Politiker und Richter am Obersten Gerichtshof
- Davis, David (1821–1884), walisischer Unternehmer
- Davis, David (* 1948), britischer Politiker, Mitglied des House of Commons und Minister
- Davis, David (* 1959), US-amerikanischer Politiker
- Davis, David Brion (1927–2019), US-amerikanischer Historiker
- Davis, David J. (1870–1942), US-amerikanischer Politiker
- Davis, Deane C. (1900–1990), US-amerikanischer Politiker und Gouverneur des Bundesstaates Vermont (1969–1973)
- Davis, DeAngelo, US-amerikanischer Schauspieler
- Davis, Deborah, britische Rechtsanwältin, freie Journalistin und Drehbuchautorin
- Davis, Demario (* 1989), US-amerikanischer American-Football-Spieler
- Davis, Dennis (1949–2016), US-amerikanischer Schlagzeuger
- Davis, Desmond (1926–2021), britischer Filmregisseur, Drehbuchautor und Kameramann
- Davis, Dexter (* 1970), US-amerikanischer American-Football-Spieler
- Davis, Dexter (* 1986), US-amerikanischer Footballspieler
- Davis, Dexter (* 1990), US-amerikanischer American-Football-Spieler, Arena-Football-Spieler und Canadian-Football-Spieler
- Davis, Diana (* 2003), US-amerikanisch-russische Eiskunstläuferin
- Davis, Diane, australische Squashspielerin und -trainerin
- Davis, Diane (* 1963), US-amerikanische Hochschullehrerin, Professorin für Rhetorik und Schreiben
- Davis, Dick (1917–1954), US-amerikanischer Jazzmusiker
- Davis, Dickie (1922–1999), englischer Fußballspieler
- Davis, Dixie (1905–1969), US-amerikanischer Anwalt
- Davis, Dolly (1896–1962), französische Filmschauspielerin
- Davis, Don, US-amerikanischer Jazzmusiker (Holzblasinstrumente)
- Davis, Don (* 1957), US-amerikanischer Komponist
- Davis, Don (* 1971), US-amerikanischer Politiker der Demokratischen Partei
- Davis, Don S. (1942–2008), US-amerikanischer SchauspielerDon S. Davis (1942–2008)

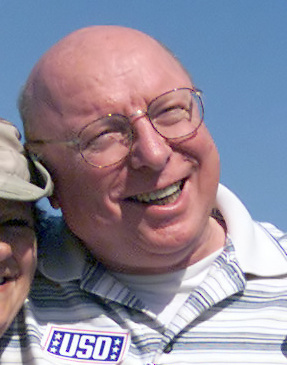
Don S. Davis (1942–2008)

- Davis, Donald R. (* 1956), US-amerikanischer Wirtschaftswissenschaftler und Hochschullehrer
- Davis, Dorita (1906–1980), argentinische Tangosängerin und Schauspielerin
- Davis, Dorothy Salisbury (1916–2014), US-amerikanische Schriftstellerin
- Davis, Douglas (1933–2014), US-amerikanischer Kunstkritiker, Videokünstler, Performancekünstler, Medienkünstler und digitaler Künstler
- Davis, Dwight Filley (1879–1945), US-amerikanischer Politiker, Tennisspieler und Gründer des Davis Cups

#### Davis, E
- Davis, Eb (* 1945), US-amerikanischer, in Deutschland lebender Bluesmusiker und R&B-Sänger
- Davis, Ed (* 1989), US-amerikanischer Basketballspieler
- Davis, Eddie Lockjaw (1922–1986), US-amerikanischer Jazzsaxophonist
- Davis, Eddy (1940–2020), US-amerikanischer Jazzmusiker (Banjo, Arrangement und Bandleader)
- Davis, Edgar (* 1940), südafrikanischer Sprinter
- Davis, Edmund J. (1827–1883), US-amerikanischer Offizier der amerikanischen Unionsarmee und 15. Gouverneur von Texas
- Davis, Edward, Pirat
- Davis, Edwin John (1826–1901), anglikanischer Geistlicher und Forschungsreisender in Kleinasien
- Davis, Eleanor (* 1983), US-amerikanische Comiczeichnerin und Illustratorin
- Davis, Elliot (* 1948), US-amerikanischer Kameramann
- Davis, Emma (* 1997), US-amerikanische Tennisspielerin
- Davis, Éric (* 1991), panamaischer Fußballspieler
- Davis, Ernestine (1907–1994), US-amerikanische Jazztrompeterin und Sängerin des Swing
- Davis, Ernie (1939–1963), US-amerikanischer American-Football-Spieler auf der Position des Runningbacks
- Davis, Essie (* 1970), australische SchauspielerinEssie Davis (* 1970)

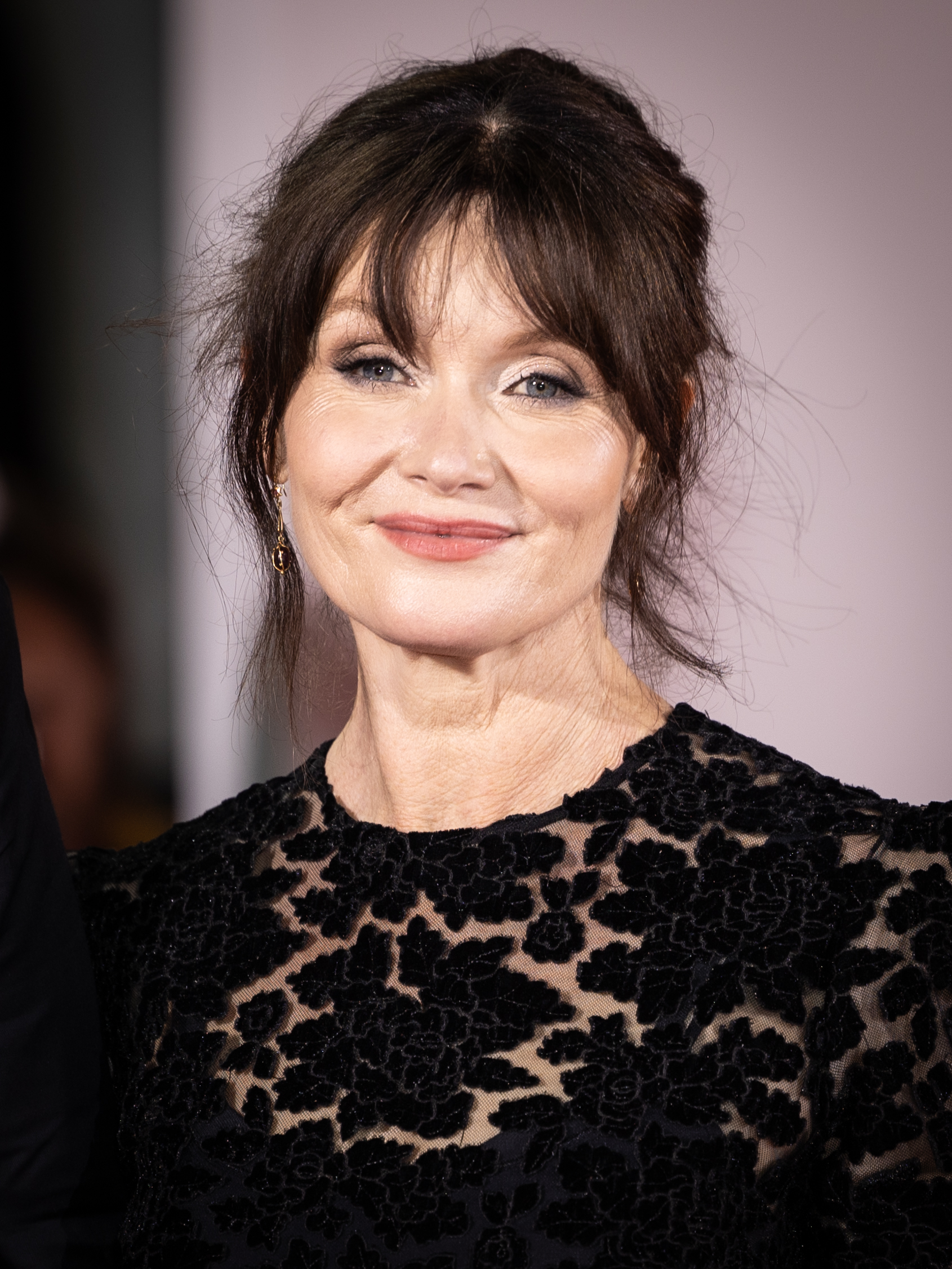
Essie Davis (* 1970)

- Davis, Ethel, liberianische Diplomatin
- Davis, Eunice (1920–1999), US-amerikanische Sängerin des Rhythm and Blues und Jump Blues und Lyrikerin
- Davis, Everard (1912–2005), britischer Sprinter
- Davis, Ewin L. (1876–1949), US-amerikanischer Politiker

#### Davis, F
- Davis, Floyd (1909–1977), US-amerikanischer Rennfahrer
- Davis, Francis (1946–2025), US-amerikanischer Jazzautor
- Davis, Frank (1897–1984), US-amerikanischer Drehbuchautor und Filmproduzent
- Davis, Frank H. (1910–1979), US-amerikanischer Politiker und Treasurer von Vermont
- Davis, Fred (1913–1998), englischer Snooker- und English-Billiards-Spieler
- Davis, Frenchie (* 1979), US-amerikanische Sängerin, Schauspielerin und Aktivistin

#### Davis, G
- Davis, Gabe (* 1999), US-amerikanischer Footballspieler
- Davis, Gareth (* 1979), britischer Musiker (Klarinetts, Bassklarinette)
- Davis, Garrett (1801–1872), US-amerikanischer Politiker
- Davis, Garry (1921–2013), US-amerikanischer, dann staatenloser Initiator der Weltbürgerbewegung
- Davis, Garth (* 1974), australischer Filmregisseur
- Davis, Garvin (* 1947), bahamaischer Boxer
- Davis, Gary (1896–1972), US-amerikanischer Blues-Gitarrist
- Davis, Geena (* 1956), US-amerikanische SchauspielerinGeena Davis (* 1956)

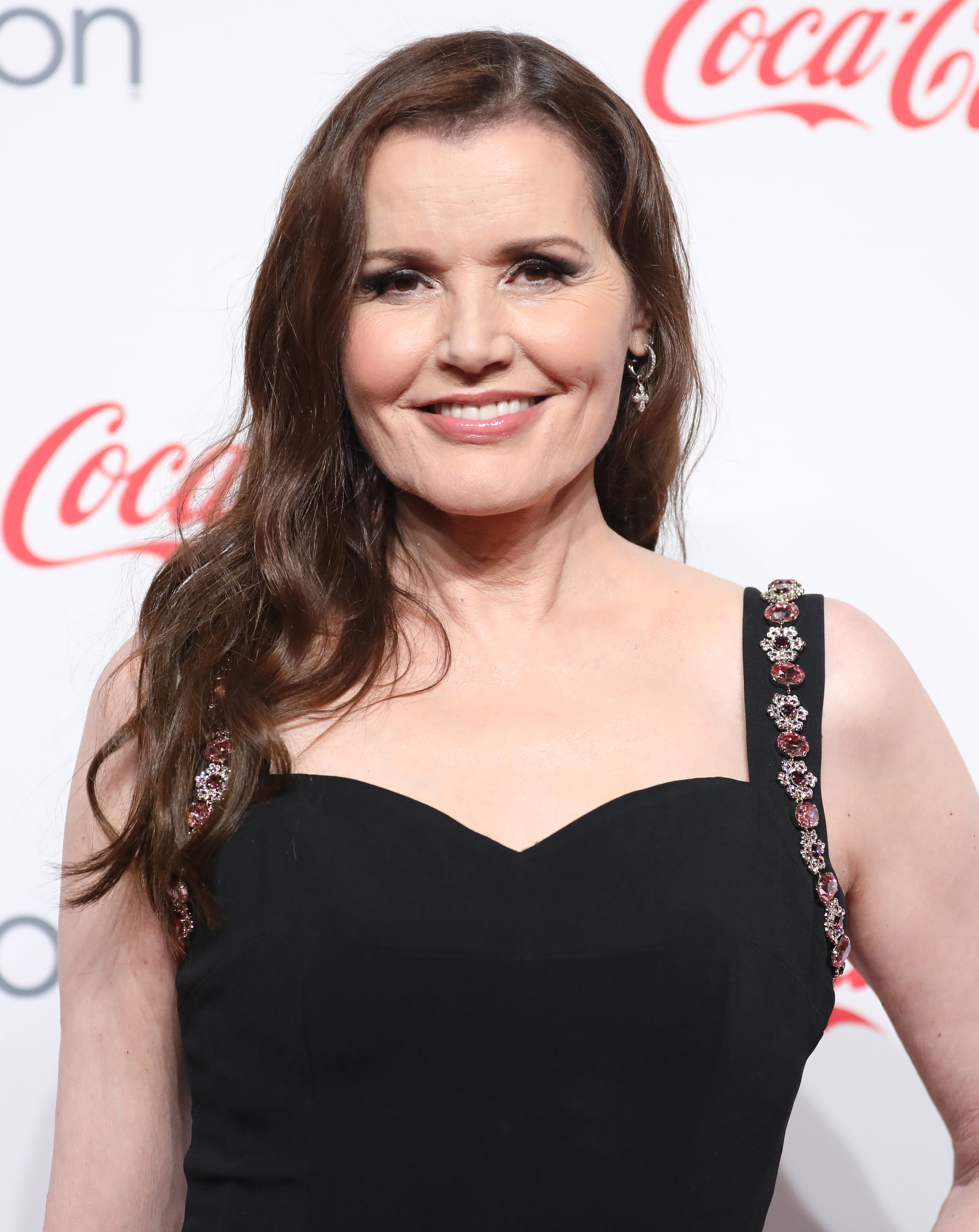
Geena Davis (* 1956)

- Davis, Gene (* 1952), US-amerikanischer Schauspieler
- Davis, Geoff (* 1958), US-amerikanischer Politiker
- Davis, Geoffrey V. (1943–2018), britischer Literaturwissenschaftler
- Davis, George (1820–1896), US-amerikanischer Politiker und letzter Justizminister der Konföderierten Staaten von Amerika
- Davis, George (1906–1957), US-amerikanischer Autor und Zeitschriften-Herausgeber
- Davis, George E. (1850–1907), britischer Chemiker
- Davis, George junior (1938–2008), US-amerikanischer Jazz- und R&B-Musiker
- Davis, George R. (1840–1899), US-amerikanischer Politiker
- Davis, George T. (1810–1877), US-amerikanischer Politiker
- Davis, George W. (1914–1998), US-amerikanischer Artdirector
- Davis, George Whitefield (1839–1918), US-amerikanischer Offizier, Gouverneur von Puerto Rico und der Panamakanalzone
- Davis, Gerard (* 1977), neuseeländischer Fußballspieler
- Davis, Gerry (1930–1991), britischer Drehbuch- und Science-Fiction-Autor
- Davis, Gervonta (* 1994), US-amerikanischer Boxer im Superfedergewicht und RechtsauslegerGervonta Davis (* 1994)

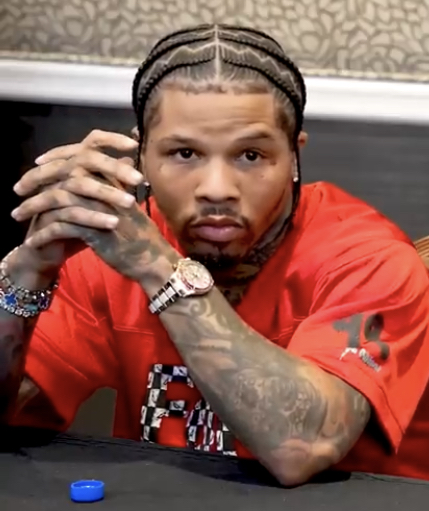
Gervonta Davis (* 1994)

- Davis, Gladys (1893–1965), britische Fechterin
- Davis, Glen (* 1986), US-amerikanischer Basketballspieler
- Davis, Glenn (1924–2005), US-amerikanischer Footballspieler
- Davis, Glenn (1934–2009), US-amerikanischer Leichtathlet (400-m-Hürdenläufer)
- Davis, Glenn († 2018), US-amerikanischer Jazzmusiker
- Davis, Glenn Robert (1914–1988), US-amerikanischer Politiker
- Davis, Gray (* 1942), US-amerikanischer Politiker, Gouverneur von Kalifornien
- Davis, Greg (1939–1979), australischer Rugbyspieler neuseeländischer Abstammung
- Davis, Greg (* 1951), US-amerikanischer Footballtrainer
- Davis, Greg (* 1955), australischer Australian-Football-Spieler
- Davis, Greg (* 1962), kanadischer Politiker
- Davis, Greg (* 1965), US-amerikanischer Footballspieler
- Davis, Greg (* 1966), US-amerikanischer Politiker
- Davis, Greg (* 1979), kanadischer Eishockeyspieler
- Davis, Greg Tarzan (* 1993), US-amerikanischer SchauspielerGreg Tarzan Davis (* 1993)

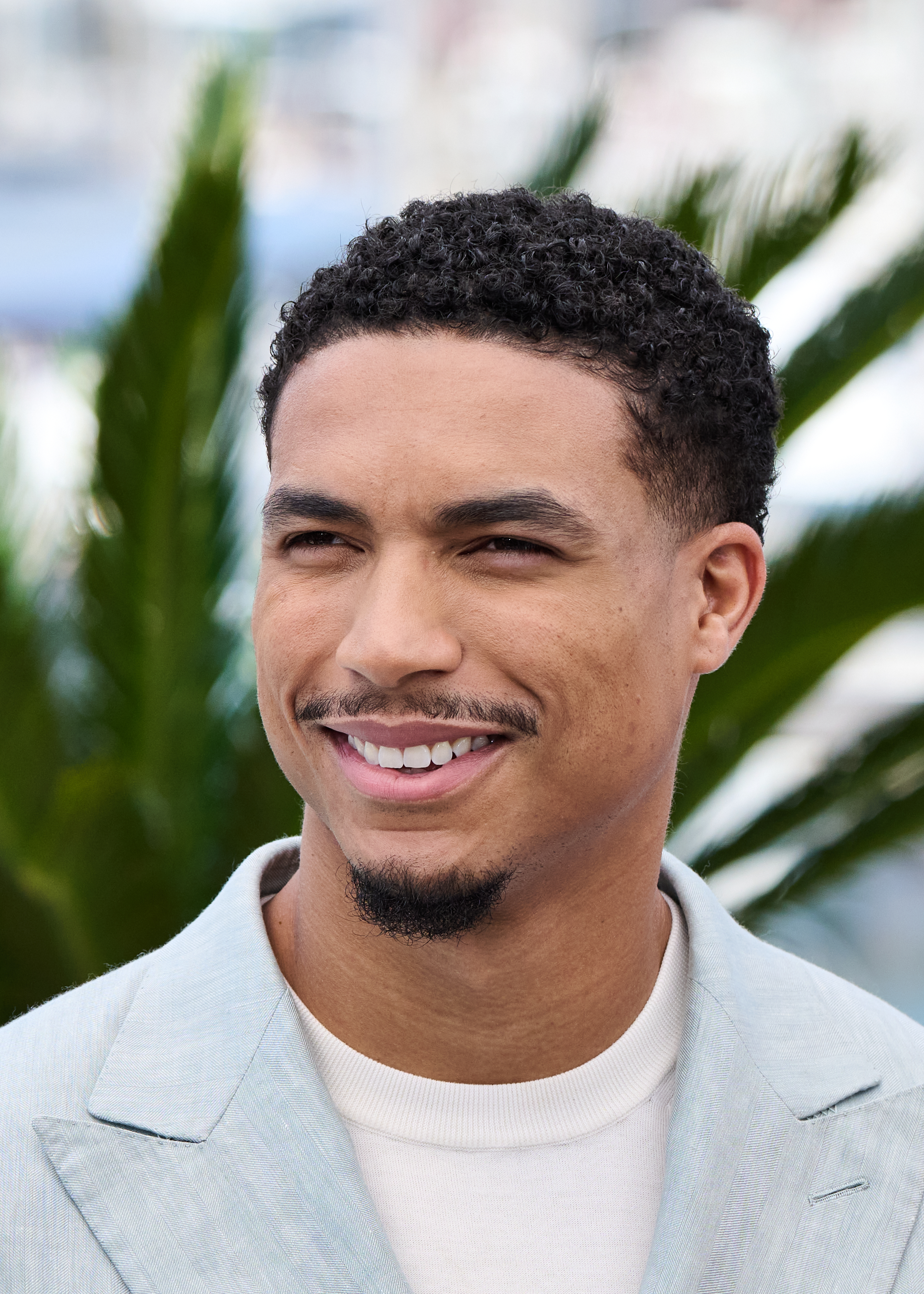
Greg Tarzan Davis (* 1993)

- Davis, Gregory (* 1982), US-amerikanischer Basketballspieler
- Davis, Gustav (1856–1951), österreichischer Journalist und Zeitungsherausgeber
- Davis, Guy (* 1952), US-amerikanischer Blues-Gitarrist, Sänger und Schauspieler
- Davis, Guy (* 1966), US-amerikanischer Comickünstler

#### Davis, H
- Davis, Hallowell (1896–1992), US-amerikanischer Physiologe und Audiologe
- Davis, Hannah (* 1985), australische Kanutin
- Davis, Hannah Lux (* 1986), US-amerikanische Regisseurin für Musikvideos
- Davis, Harold (1921–2007), US-amerikanischer Sprinter
- Davis, Harold (1933–2018), schottischer Fußballspieler und -trainer
- Davis, Harold L. (1894–1960), US-amerikanischer Schriftsteller
- Davis, Harry L. (1878–1950), US-amerikanischer Politiker
- Davis, Heather (* 1974), kanadische Ruderin
- Davis, Henry C. (1848–1889), US-amerikanischer Politiker
- Davis, Henry G. (1823–1916), US-amerikanischer Unternehmer und Politiker
- Davis, Henry Winter (1817–1865), US-amerikanischer Politiker
- Davis, Hope (* 1964), US-amerikanische SchauspielerinHope Davis (* 1964)

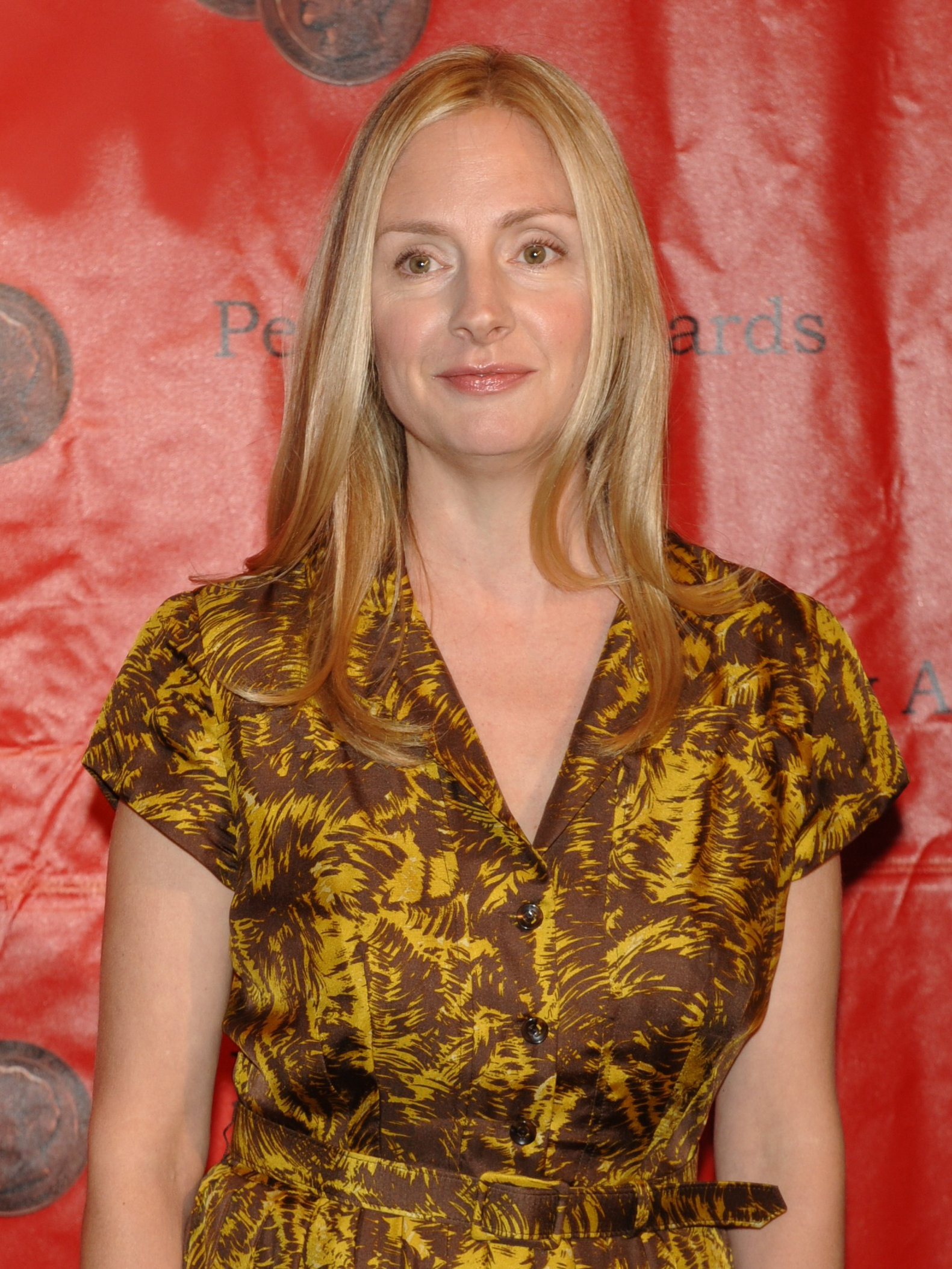
Hope Davis (* 1964)

- Davis, Horace (1831–1916), US-amerikanischer Politiker
- Davis, Howard (1956–2015), US-amerikanischer Boxer und Kampfsporttrainer
- Davis, Howard (* 1967), jamaikanischer Sprinter
- Davis, Howel († 1719), walisischer Piratenkapitän
- Davis, Hubert, kanadischer Dokumentarfilmer
- Davis, Hubert (* 1970), US-amerikanischer Basketballspieler und -trainer
- Davis, Humphrey (1949–2007), US-amerikanischer Jazzmusiker, Arrangeur und Songwriter

#### Davis, I
- Davis, Ian (* 1951), britischer Manager und Geschäftsmann
- Davis, Ingrid (* 1969), deutsche Kriminalschriftstellerin
- Davis, Ira (* 1936), US-amerikanischer Dreispringer
- Davis, Iris (1950–2021), US-amerikanische Sprinterin

#### Davis, J
- Davis, J. C. Séamus, irisch-amerikanischer experimenteller Festkörperphysiker
- Davis, Jack (1916–1991), kanadischer Politiker
- Davis, Jack (1917–2000), australischer Dramatiker und Dichter
- Davis, Jack (1924–2016), amerikanischer Comiczeichner und Cartoonist
- Davis, Jack (1930–2012), US-amerikanischer Leichtathlet
- Davis, Jack (1935–2018), US-amerikanischer Politiker
- Davis, Jack L. (* 1950), US-amerikanischer klassischer Archäologe
- Davis, Jackie (1920–1999), US-amerikanischer Jazzorganist
- Davis, Jacob (1834–1908), lettisch-amerikanischer SchneiderJacob Davis (1834–1908)

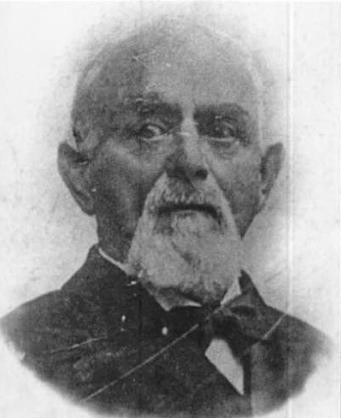
Jacob Davis (1834–1908)

- Davis, Jacob C. (1820–1883), US-amerikanischer Politiker
- Davis, Jacob E. (1905–2003), US-amerikanischer Politiker
- Davis, Jalani (* 2001), US-amerikanische Kugelstoßerin
- Davis, Jamale, US-amerikanischer Jazzmusiker (Bass)
- Davis, James (* 1976), US-amerikanischer Sprinter
- Davis, James B. (* 1935), US-amerikanischer Offizier, General der US Air Force
- Davis, James Curran (1895–1981), US-amerikanischer Politiker (Demokratische Partei)
- Davis, James E. (1962–2003), US-amerikanischer Politiker
- Davis, James Harvey (1853–1940), US-amerikanischer Politiker
- Davis, James J. (1873–1947), US-amerikanischer Politiker
- Davis, James Peter (1904–1988), US-amerikanischer Geistlicher und römisch-katholischer Erzbischof von Santa Fe
- Davis, James W. (* 1963), US-amerikanischer Politikwissenschaftler
- Davis, Jamie (* 1981), britischer Schauspieler
- Davis, Jamin (* 1998), US-amerikanischer American-Football-Spieler
- Davis, Jan (1939–2014), US-amerikanischer Gitarrist, Komponist und Sänger
- Davis, Jan (* 1953), US-amerikanische Astronautin
- Davis, Jarrad (* 1994), US-amerikanischer American-Football-Spieler
- Davis, Jason, US-amerikanischer Schauspieler und Filmproduzent
- Davis, Jason (1984–2020), US-amerikanischer Schauspieler und SynchronsprecherJason Davis (1984–2020)

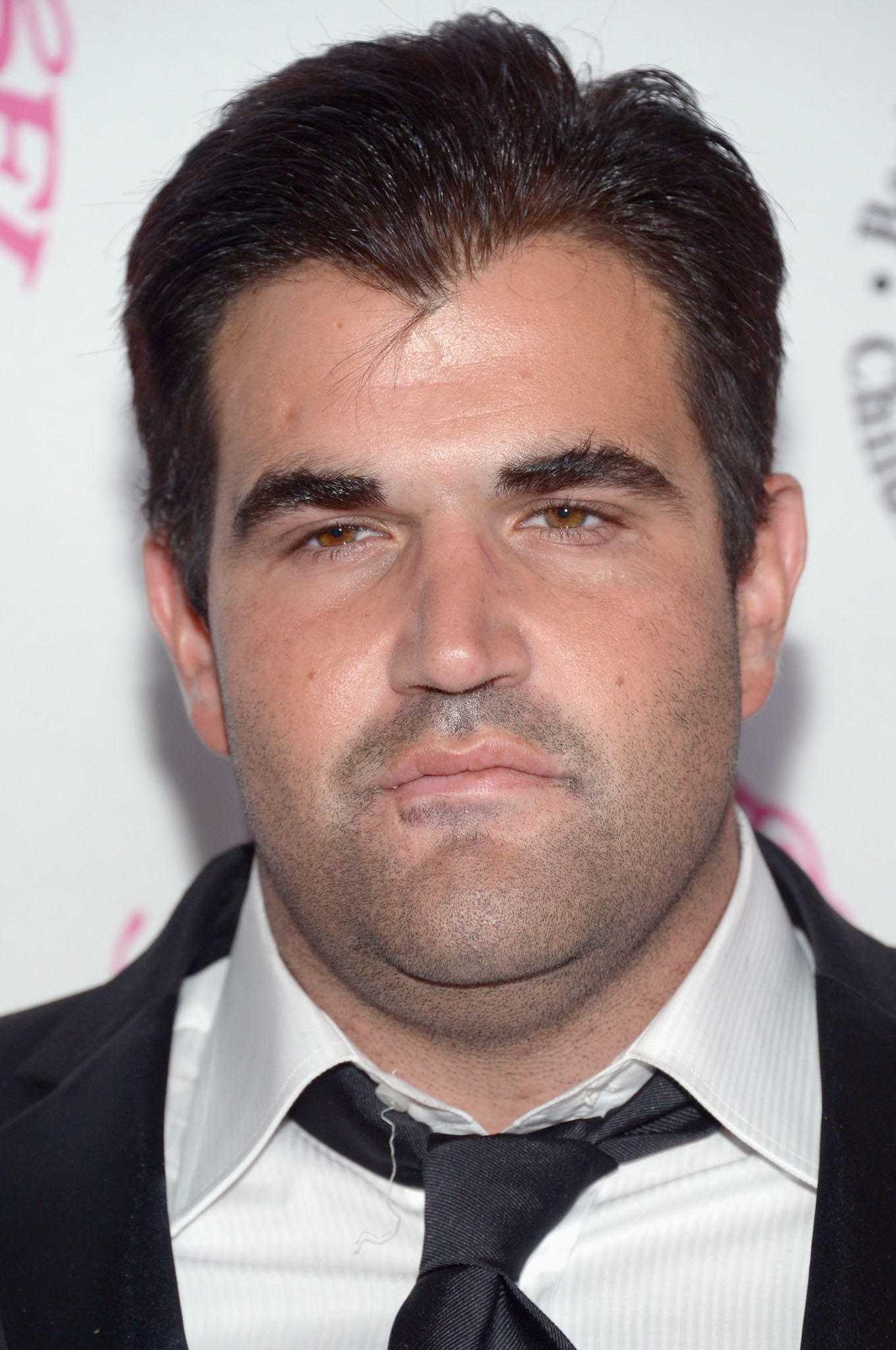
Jason Davis (1984–2020)

- Davis, Jeff, US-amerikanischer Schlagzeuger und Komponist des Modern Creative Jazz
- Davis, Jeff (1862–1913), US-amerikanischer Politiker
- Davis, Jeff (* 1952), US-amerikanischer Jazz-Trompeter
- Davis, Jeff (* 1958), US-amerikanischer Skispringer
- Davis, Jeff (* 1975), US-amerikanischer Drehbuchautor und Executive Producer
- Davis, Jeff B. (* 1973), US-amerikanischer Schauspieler und Comedian
- Davis, Jefferson (1808–1889), US-amerikanischer Politiker der SüdstaatenJefferson Davis (1808–1889)

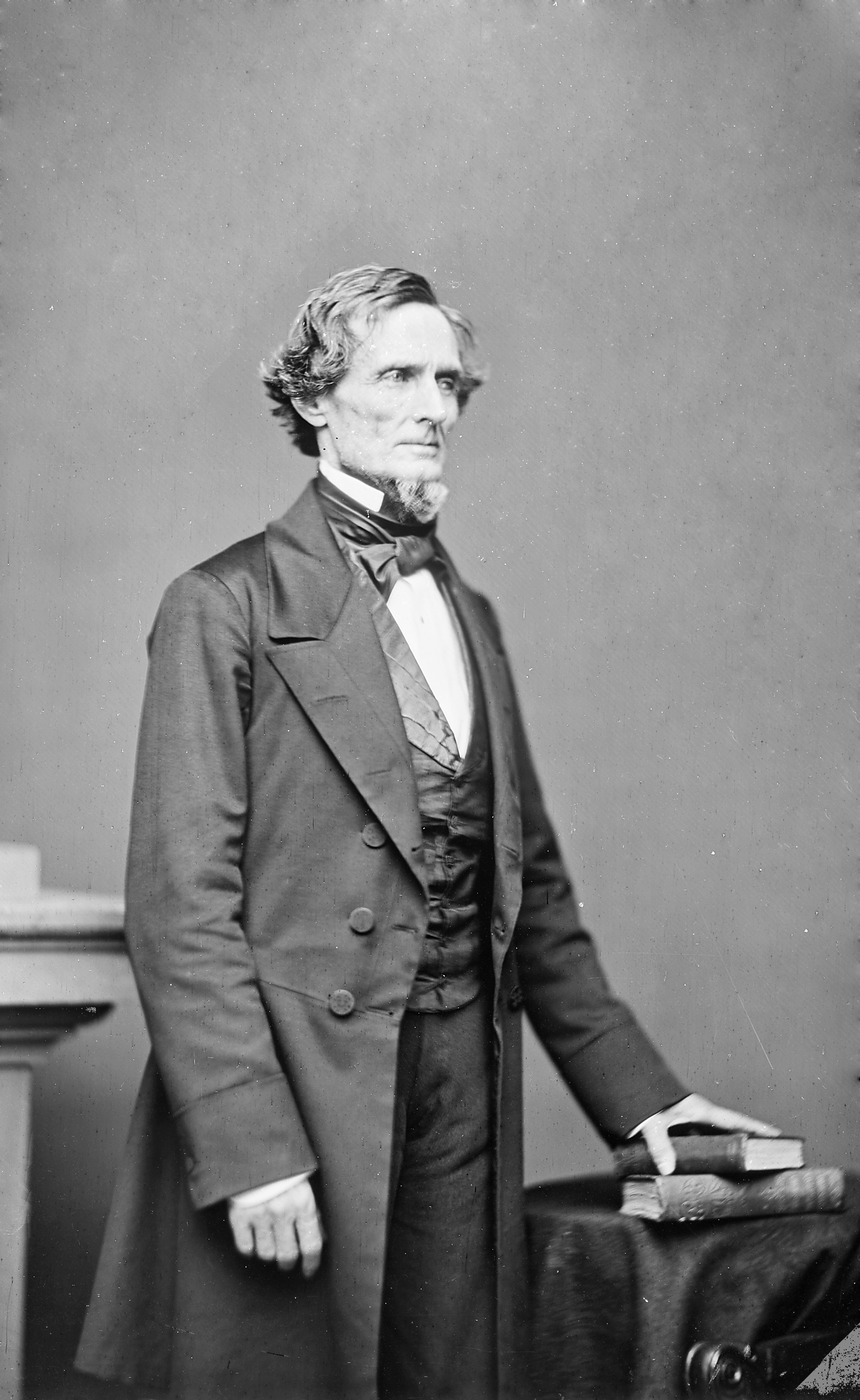
Jefferson Davis (1808–1889)

- Davis, Jefferson C. (1828–1879), US-amerikanischer Brigadegeneral
- Davis, Jeffery (* 1981), kanadischer Vibraphonist und Komponist
- Davis, Jehu (1738–1802), US-amerikanischer Politiker
- Davis, Jeremiah (* 2001), US-amerikanischer Weitspringer
- Davis, Jerome (1891–1979), US-amerikanischer Soziologe
- Davis, Jesse (* 1965), US-amerikanischer Jazz-Altsaxophonist
- Davis, Jesse Lee (* 1964), US-amerikanischer Sänger und Songwriter
- Davis, Jim (1909–1981), US-amerikanischer Schauspieler
- Davis, Jim (* 1945), US-amerikanischer Comiczeichner und der Erfinder der Comicfigur Garfield
- Davis, Jim (* 1957), US-amerikanischer Politiker
- Davis, Jimmie (1899–2000), US-amerikanischer Country-Sänger, Songwriter und zweimaliger Gouverneur von Louisiana
- Davis, Jimmy (1982–2003), englischer Fußballspieler
- Davis, Jo Ann (1950–2007), US-amerikanische Politikerin
- Davis, Joan (1912–1961), amerikanische Schauspielerin
- Davis, Joe (1896–1978), US-amerikanischer Musikproduzent und Promoter
- Davis, Joe (1901–1978), englischer Billardspieler
- Davis, Joe (* 1997), englischer Dartspieler
- Davis, John (1550–1605), englischer Seefahrer und Entdecker
- Davis, John (* 1784), englischer Robbenjäger
- Davis, John (1787–1854), US-amerikanischer Politiker
- Davis, John (1788–1878), US-amerikanischer Politiker
- Davis, John (1826–1901), US-amerikanischer Politiker
- Davis, John (1913–1985), US-amerikanischer Blues-Pianist und Sänger
- Davis, John (1921–1984), US-amerikanischer Gewichtheber
- Davis, John (* 1954), US-amerikanischer Filmproduzent
- Davis, John (1954–2021), US-amerikanischer MusikerJohn Davis (1954–2021)

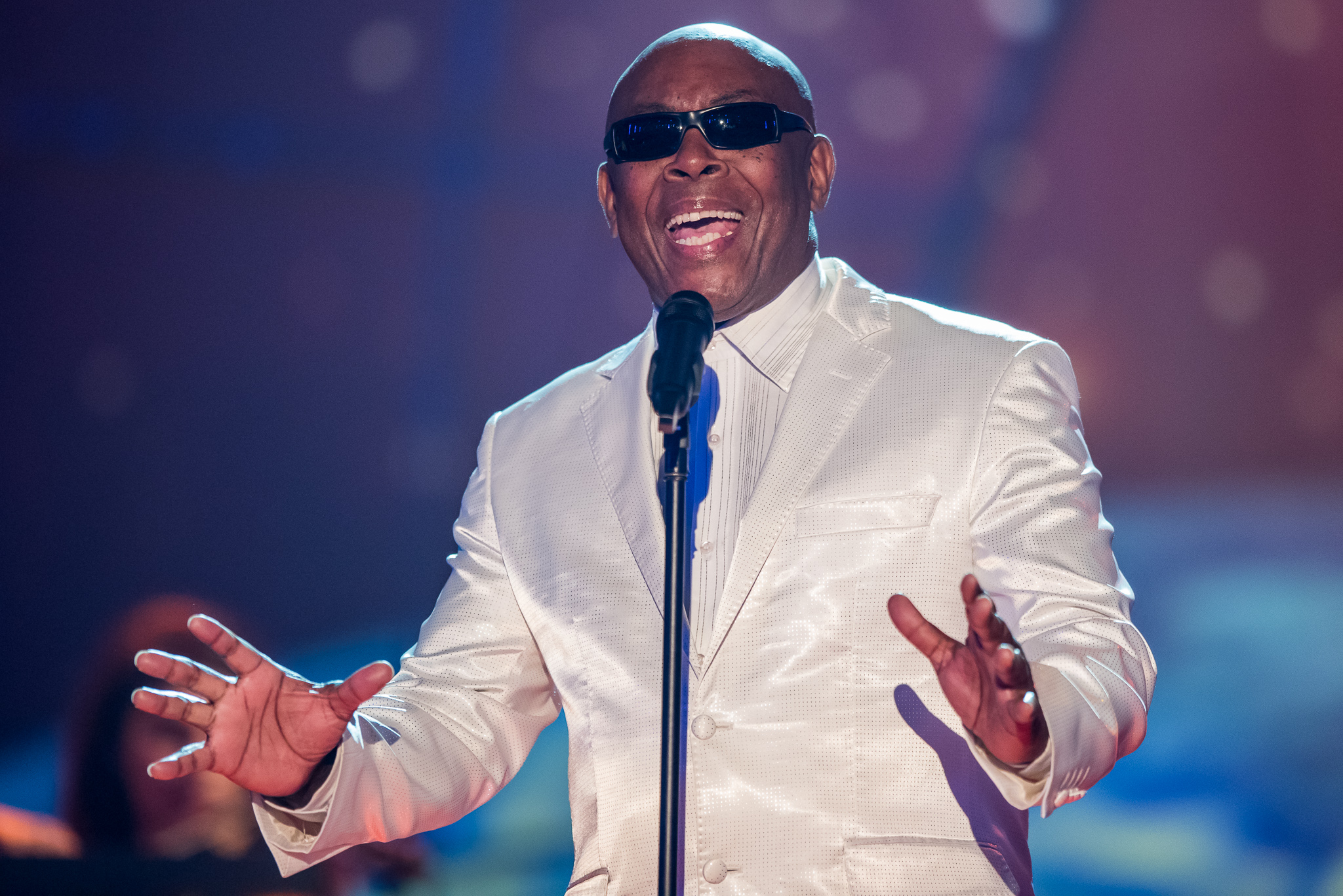
John Davis (1954–2021)

- Davis, John David (1867–1942), britischer Komponist
- Davis, John E. (1913–1990), US-amerikanischer Politiker
- Davis, John G. (1810–1866), US-amerikanischer Politiker
- Davis, John James (1835–1916), US-amerikanischer Politiker
- Davis, John King (1884–1967), australischer Navigator und Forschungsreisender
- Davis, John Morgan (1906–1984), US-amerikanischer Jurist und Politiker
- Davis, John W. (1826–1907), US-amerikanischer Politiker
- Davis, John W. (1873–1955), US-amerikanischer Politiker, Diplomat und Jurist
- Davis, John Wesley (1799–1859), US-amerikanischer Politiker
- Davis, John William (1916–1992), US-amerikanischer Politiker
- Davis, Johnnie (1910–1983), US-amerikanischer Trompeter, Scat-Sänger und Bigband-Leader im Bereich des Swing und der Populären Musik sowie Schauspieler
- Davis, Johnny (* 2002), US-amerikanischer Basketballspieler
- Davis, Jon, US-amerikanischer Jazzmusiker (Piano)
- Davis, Jonathan (* 1971), US-amerikanischer Metal-SängerJonathan Davis (* 1971)

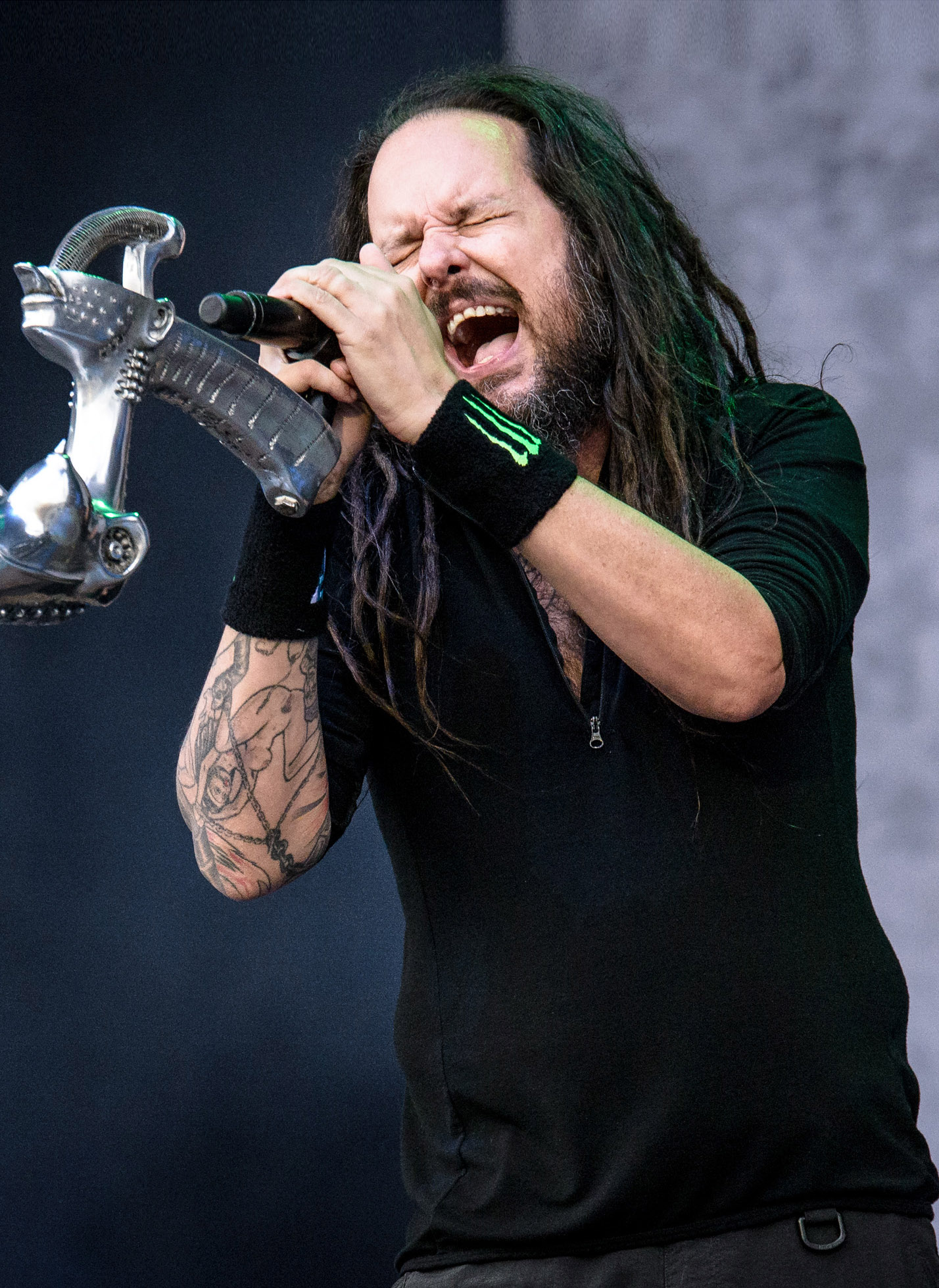
Jonathan Davis (* 1971)

- Davis, Jonathan M. (1871–1943), US-amerikanischer Politiker
- Davis, Jordan (* 1988), US-amerikanischer Country-Sänger und Songschreiber
- Davis, Jordan (* 2000), US-amerikanischer American-Football-Spieler
- Davis, Joseph J. (1828–1892), US-amerikanischer Jurist und Politiker
- Davis, Joseph Robert (1825–1896), General der Konföderierten im Amerikanischen Bürgerkrieg
- Davis, Josh (* 1972), amerikanischer Schwimmer
- Davis, Josie (* 1973), US-amerikanische Schauspielerin, Filmproduzentin und Drehbuchautorin
- Davis, Judy (* 1955), australische SchauspielerinJudy Davis (* 1955)

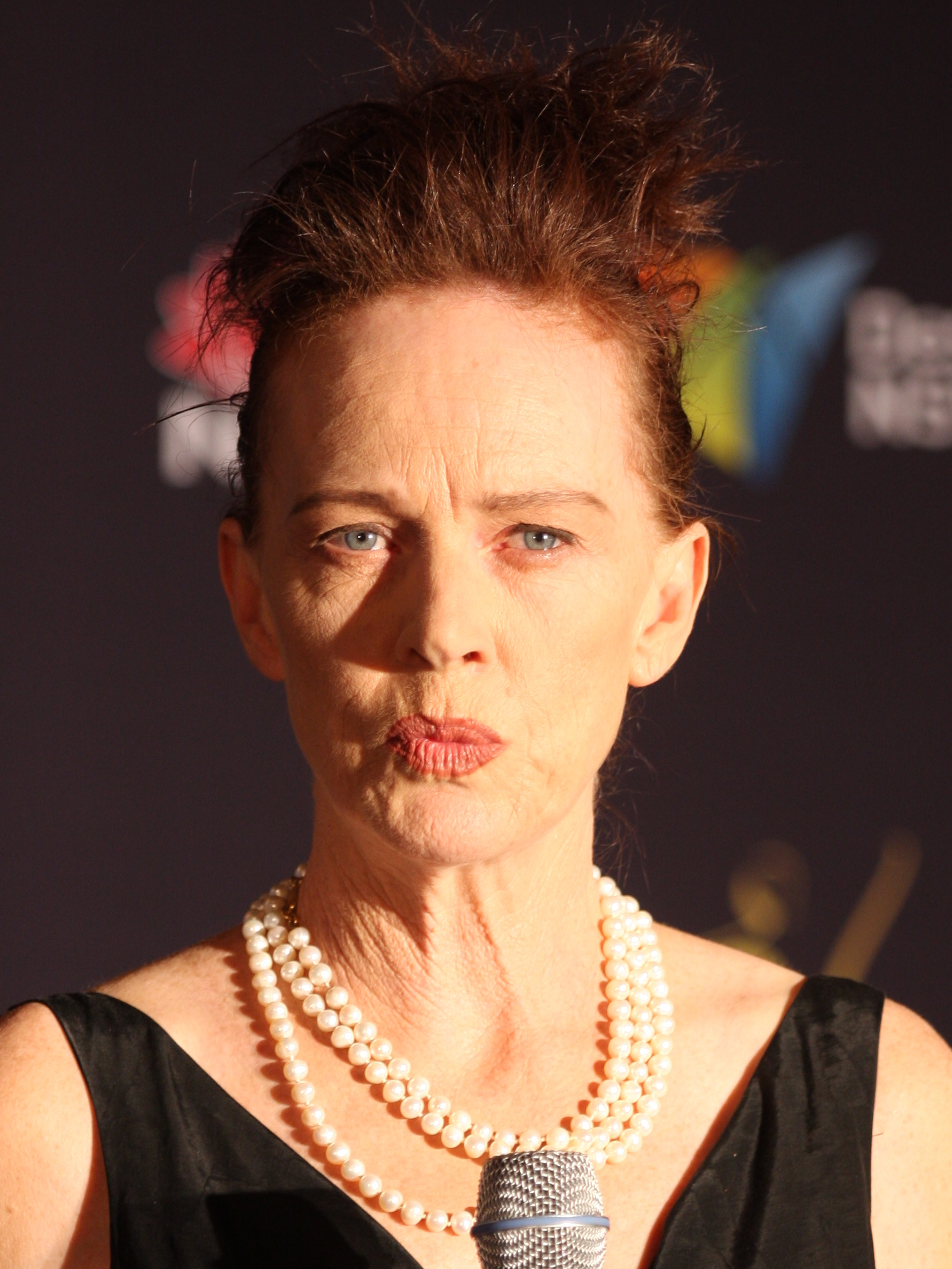
Judy Davis (* 1955)

- Davis, Julia (* 1966), britische Komikerin, Schauspielerin und Drehbuchautorin
- Davis, Julie (* 1969), US-amerikanische Schauspielerin

#### Davis, K
- Davis, Kaela (* 1995), US-amerikanische Basketballspielerin
- Davis, Karen (1944–2023), US-amerikanische Tierrechtsaktivistin, Dozentin und Autorin
- Davis, Kate (* 1960), US-amerikanische Filmproduzentin, Filmregisseurin, Kamerafrau und Filmeditorin im Bereich des Dokumentarfilms
- Davis, Kathy (* 1956), US-amerikanische Politikerin
- Davis, Kay (1920–2012), US-amerikanische Sängerin
- Davis, Keinan (* 1998), englischer Fußballspieler
- Davis, Kelvin (* 1967), neuseeländischer Lehrer, Schulleiter und Politiker der New Zealand Labour Party
- Davis, Kelvin (* 1976), englischer Fußballspieler
- Davis, Kenn (1932–2010), US-amerikanischer Schriftsteller und Maler
- Davis, Kenneth C. (* 1954), US-amerikanischer Historiker und Autor
- Davis, Kenneth Ronald (* 1929), kanadischer Historiker
- Davis, Kenny (* 1961), US-amerikanischer Jazzbassist
- Davis, Kevona (* 2001), jamaikanische Sprinterin
- Davis, Keyshawn (* 1999), US-amerikanischer Boxer
- Davis, Khris, US-amerikanischer Film- und Theaterschauspieler
- Davis, Kia (* 1976), liberianisch-US-amerikanische Leichtathletin
- Davis, Kim (* 1965), US-amerikanische Standesbeamtin
- Davis, Kingsley (1908–1997), US-amerikanischer Soziologe
- Davis, Kris (* 1980), kanadische Jazzmusikerin (Piano, Komposition)
- Davis, Kristin (* 1965), US-amerikanische Schauspielerin und FilmproduzentinKristin Davis (* 1965)

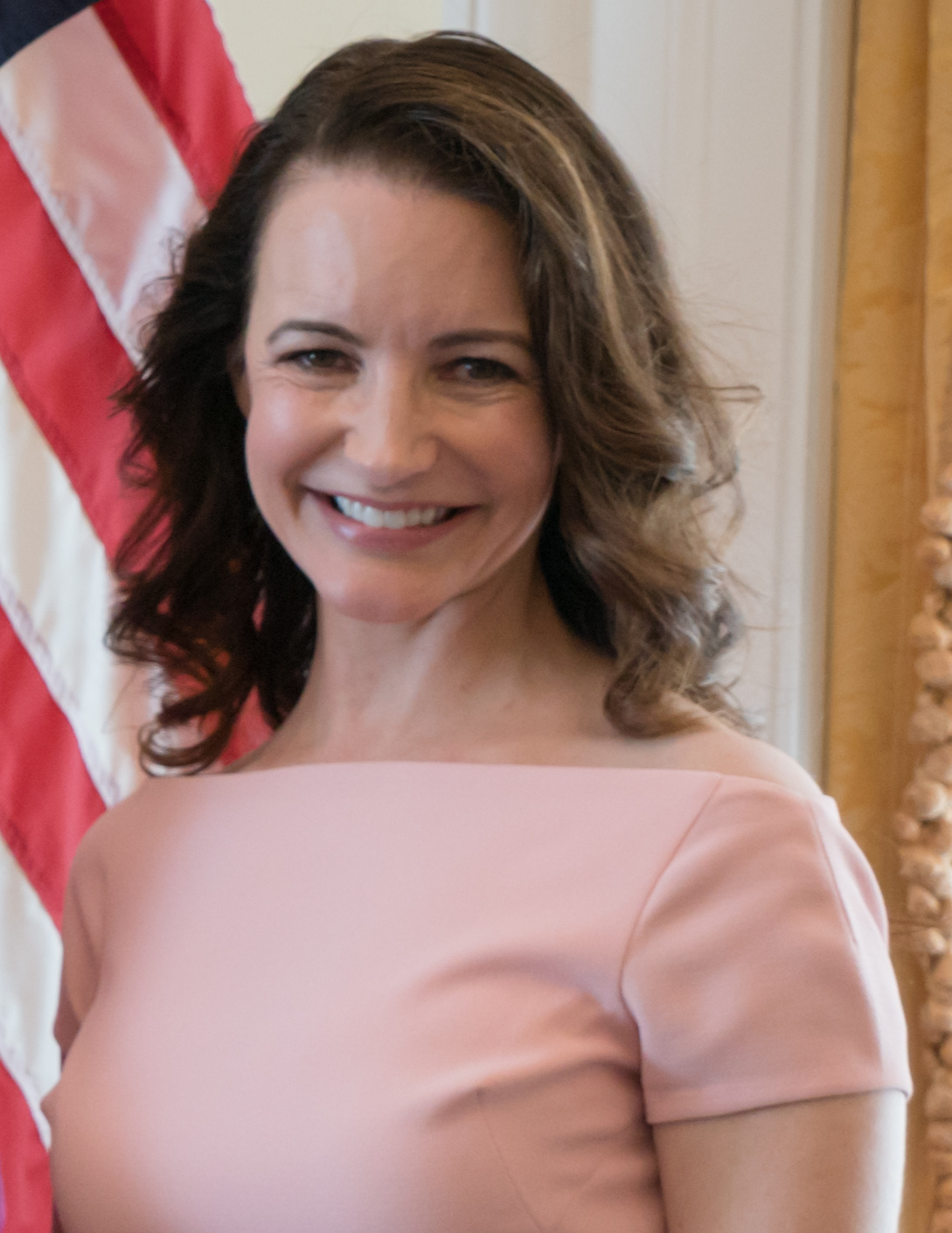
Kristin Davis (* 1965)

- Davis, Kurt (* 1986), US-amerikanischer Eishockeyspieler

#### Davis, L
- Davis, Lanny (* 1946), US-amerikanischer Jurist
- Davis, Larry (1936–1994), US-amerikanischer Bluesmusiker
- Davis, Larry (1966–2008), US-amerikanischer Krimineller
- Davis, Lauren (* 1993), US-amerikanische Tennisspielerin
- Davis, Lem (1914–1970), US-amerikanischer Jazz-Altsaxophonist des Swing
- Davis, Leonard (1905–1957), US-amerikanischer Jazztrompeter
- Davis, Lewis (1829–1888), walisischer Unternehmer
- Davis, Lincoln (* 1943), US-amerikanischer Politiker
- Davis, Linda (* 1962), US-amerikanische Country-Sängerin
- Davis, Lindsey (* 1949), britische Schriftstellerin
- Davis, Link (1914–1972), US-amerikanischer Country-, Rockabilly- und Cajunmusiker
- Davis, Lisa (* 1963), US-amerikanische Managerin und Chemieingenieurin
- Davis, Lisa Fagin, US-amerikanische Mediävistin und Kodikologin
- Davis, Liselotte M. (* 1935), deutsch-US-amerikanische Germanistin
- Davis, Lowndes Henry (1836–1920), US-amerikanischer Politiker
- Davis, Lucy (* 1973), britische SchauspielerinLucy Davis (* 1973)

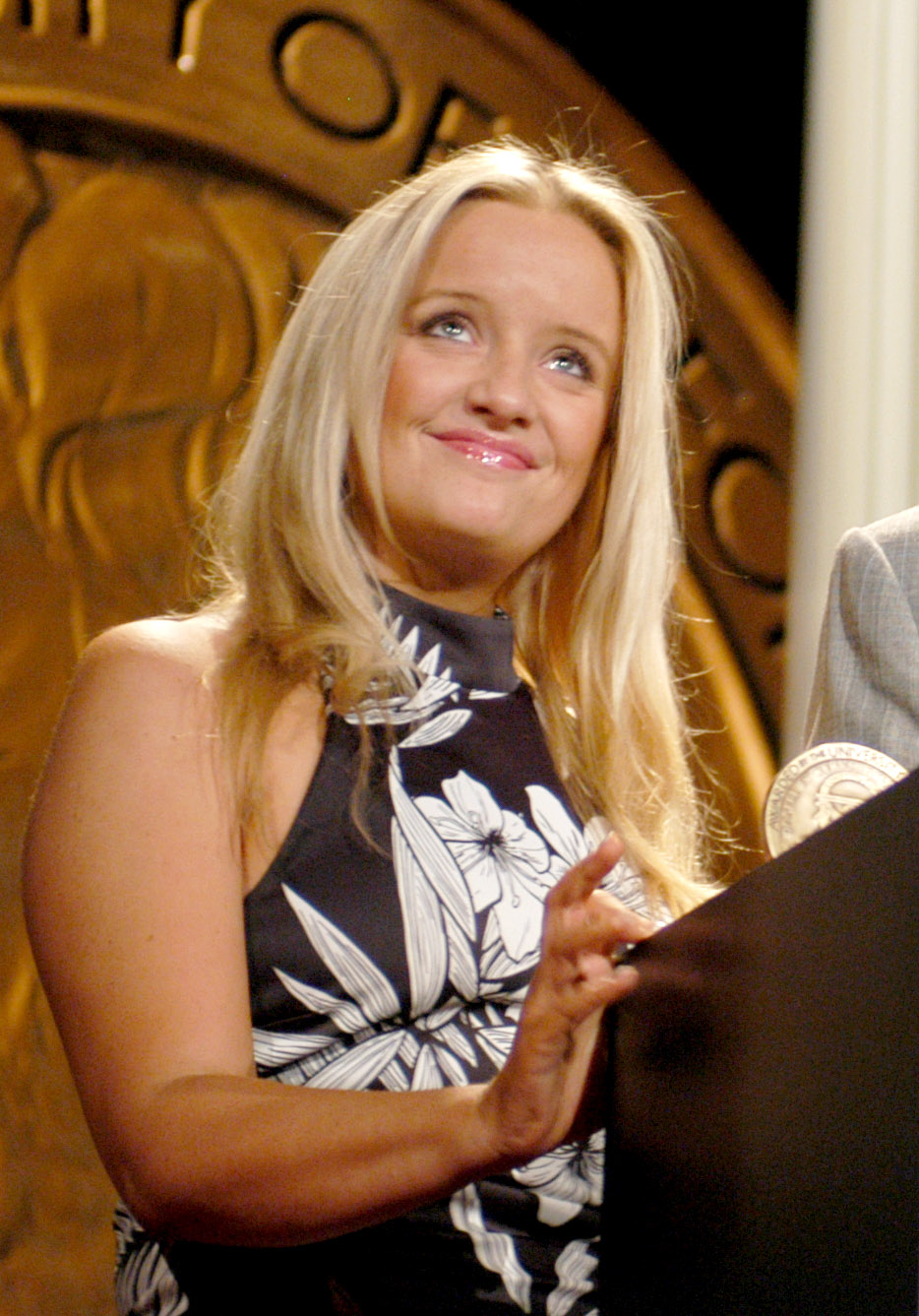
Lucy Davis (* 1973)

- Davis, Lydia (* 1947), US-amerikanische Schriftstellerin
- Davis, Lynn (* 1944), US-amerikanischer Fotograf

#### Davis, M
- Davis, Mac (1942–2020), US-amerikanischer Singer-Songwriter und Country-Musiker
- Davis, Mackenzie (* 1987), kanadische SchauspielerinMackenzie Davis (* 1987)

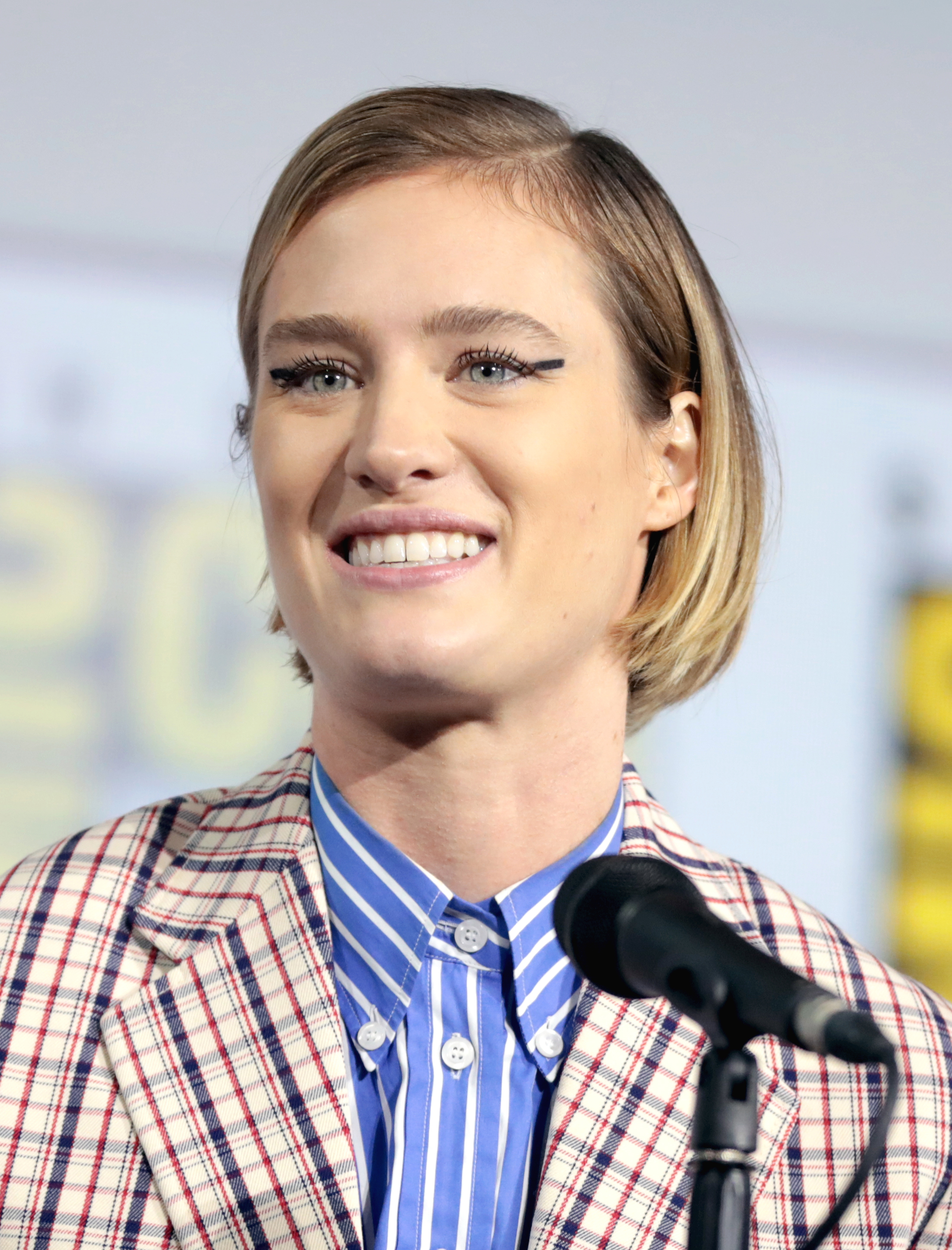
Mackenzie Davis (* 1987)

- Davis, Madeleine (* 1952), US-amerikanische Sängerin
- Davis, Marc (1913–2000), US-amerikanischer Trickfilmzeichner
- Davis, Marc (* 1947), US-amerikanischer Astronom
- Davis, Marc (* 1967), US-amerikanischer Basketballschiedsrichter
- Davis, Marchánt, amerikanischer Theater- und Filmschauspieler
- Davis, Marguerite (1887–1967), amerikanische Biochemikerin
- Davis, Mark, US-amerikanischer Footballfunktionär
- Davis, Mark (* 1960), US-amerikanischer Baseballspieler
- Davis, Mark (* 1964), US-amerikanischer Baseballspieler
- Davis, Mark (* 1965), britischer Pornodarsteller, Pornofilm-Regisseur und Striptease-Tänzer
- Davis, Mark (* 1972), englischer Snookerspieler
- Davis, Mark E. (* 1955), US-amerikanischer Chemieingenieur
- Davis, Mark H. A. (1945–2020), britischer Mathematiker
- Davis, Mark M. (* 1952), US-amerikanischer Molekularbiologe und Immunologe
- Davis, Martin (1928–2023), amerikanischer Logiker
- Davis, Marty (* 1958), US-amerikanischer Tennisspieler
- Davis, Marvin (1925–2004), US-amerikanischer Unternehmer und Multimilliardär
- Davis, Matthew (* 1978), US-amerikanischer FilmschauspielerMatthew Davis (* 1978)

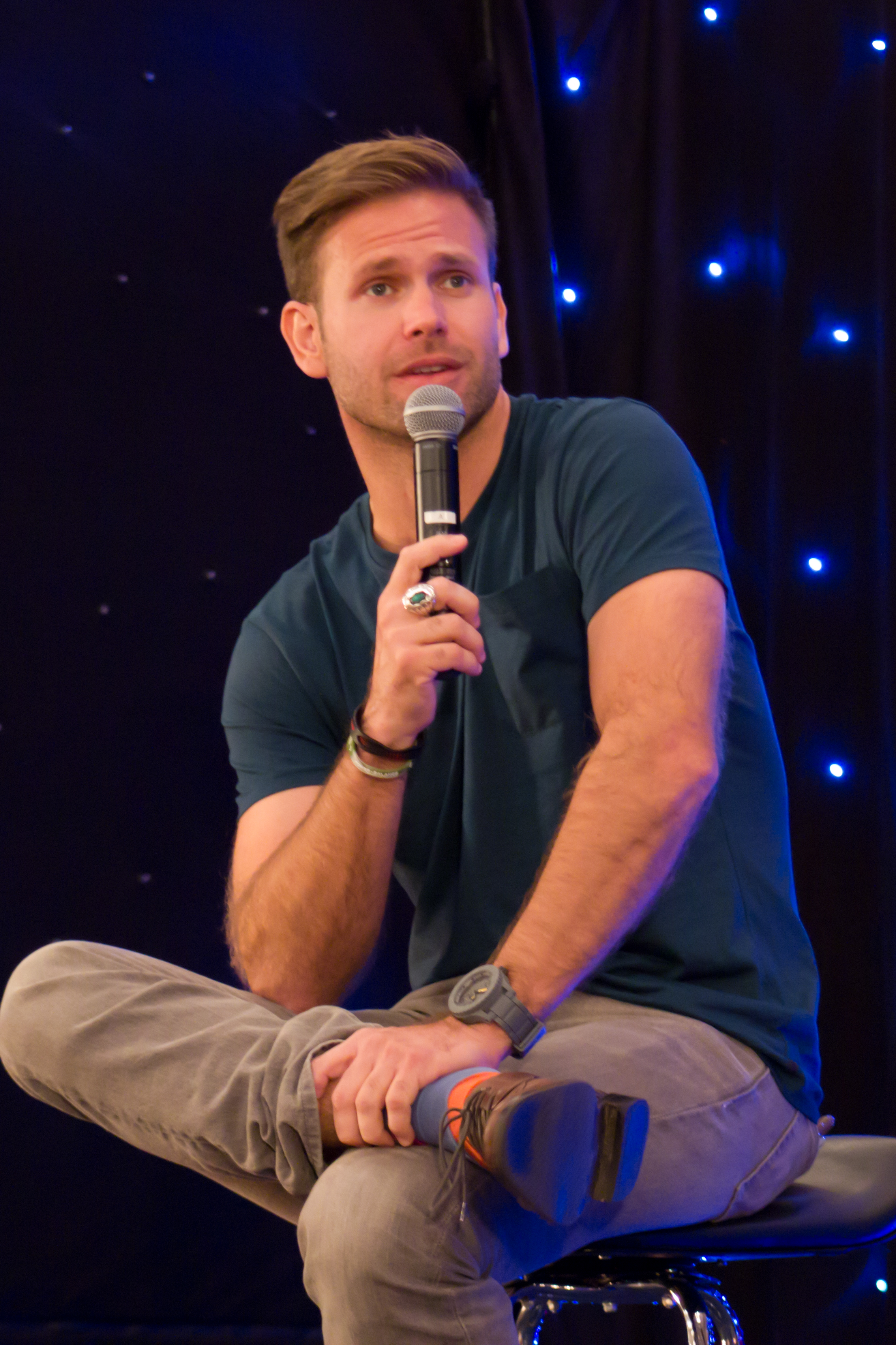
Matthew Davis (* 1978)

- Davis, Matthew L. († 1850), amerikanischer Journalist und Politiker
- Davis, Max Leroy (* 1945), australischer Geistlicher, römisch-katholischer Militärbischof von Australien
- Davis, Maxwell (1916–1970), US-amerikanischer Rhythm-and-Blues- und Jazz-Saxophonist, Arrangeur und Produzent
- Davis, Megan (* 1975), australische indigene Aktivistin und Menschenrechtsanwältin
- Davis, Mel (1931–2004), US-amerikanischer Jazz- und Orchestermusiker (Trompete)
- Davis, Mendel Jackson (1942–2007), US-amerikanischer Politiker
- Davis, Meryl (* 1987), US-amerikanische Eiskunstläuferin
- Davis, Miah (* 1981), US-amerikanischer Basketballspieler
- Davis, Michael (* 1961), US-amerikanischer Regisseur und Drehbuchautor
- Davis, Michael (* 1961), US-amerikanischer Jazzmusiker (Posaune)
- Davis, Michael (* 1967), US-amerikanischer American-Football-Spieler
- Davis, Michael (* 1995), US-amerikanischer American-Football-Spieler
- Davis, Mike (1946–2022), US-amerikanischer Soziologe und Historiker
- Davis, Mike (* 1993), US-amerikanischer American-Football-Spieler
- Davis, Mildred (1901–1969), US-amerikanische Schauspielerin
- Davis, Miles (1926–1991), US-amerikanischer Jazz-Trompeter, -Flügelhornist, Komponist und BandleaderMiles Davis (1926–1991)

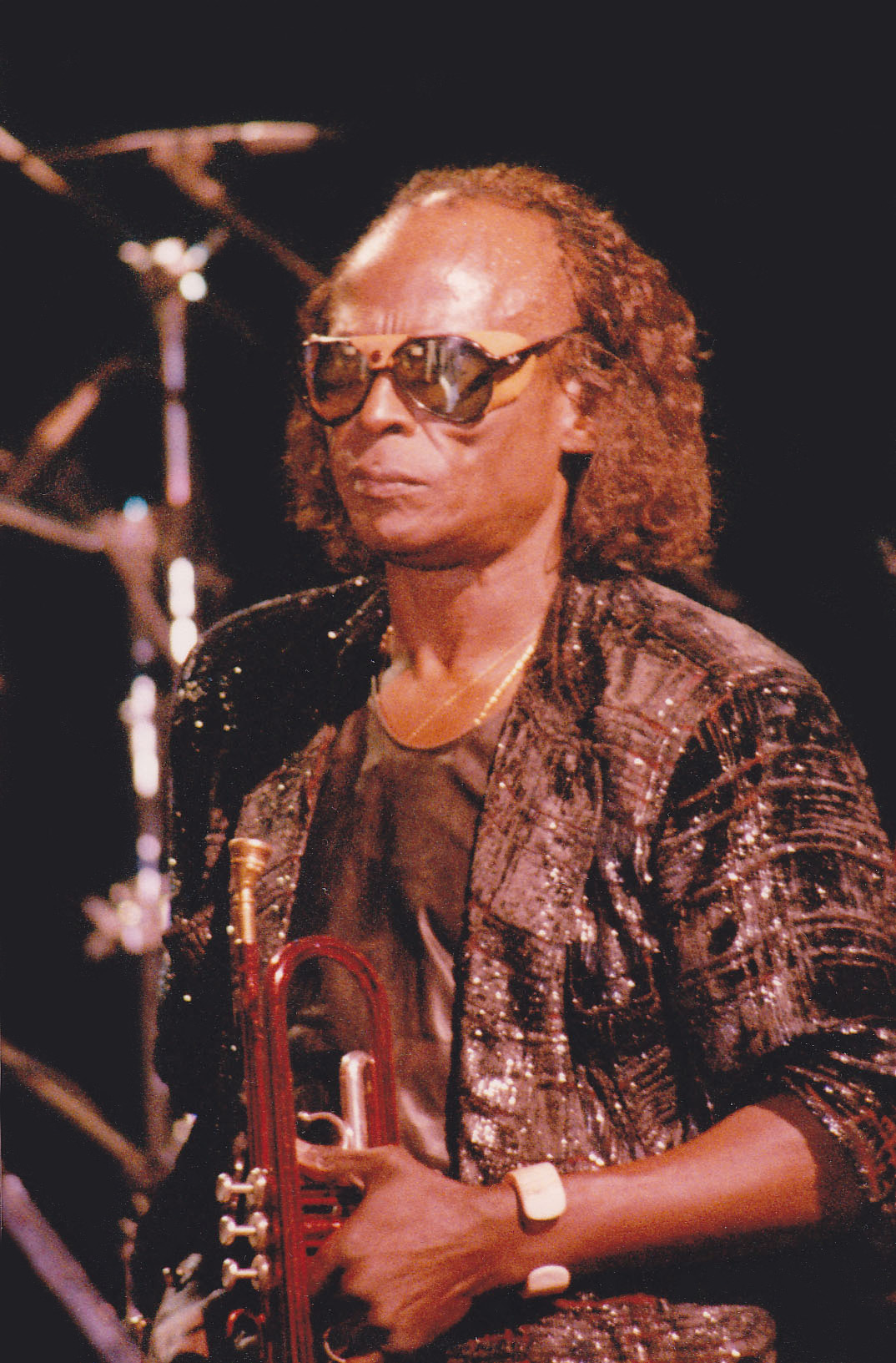
Miles Davis (1926–1991)

- Davis, Millie (* 2006), kanadische Schauspielerin und Synchronsprecherin
- Davis, Moll (* 1648), englische Schauspielerin und Mätresse von König Karl II. von England
- Davis, Morris (1904–1968), kanadischer Komponist, Arrangeur und Dirigent

#### Davis, N
- Davis, Natalie Zemon (1928–2023), kanadisch-amerikanische Historikerin und Kulturwissenschaftlerin
- Davis, Nathan (1812–1882), englischer Afrikaforscher
- Davis, Nathan (1937–2018), US-amerikanischer Jazzmusiker
- Davis, Nathaniel (1925–2011), US-amerikanischer Diplomat
- Davis, Nathaniel Penistone (1895–1973), US-amerikanischer Diplomat
- Davis, Nicholas junior (1825–1875), US-amerikanischer Politiker
- Davis, Nick, britischer Filmtechniker für visuelle Effekte
- Davis, Nicole (* 1982), US-amerikanische Volleyballspielerin
- Davis, Nikolaus (1883–1967), griechischer Genre- und Landschaftsmaler und als solcher Vertreter der Münchner Schule
- Davis, Noah (1818–1902), US-amerikanischer Politiker
- Davis, Norman (1878–1944), amerikanischer Geschäftsmann, Diplomat und Rotkreuz-Funktionär

#### Davis, O
- Davis, Oliver (* 1993), US-amerikanischer Filmschauspieler
- Davis, Ossie (1917–2005), US-amerikanischer SchauspielerOssie Davis (1917–2005)

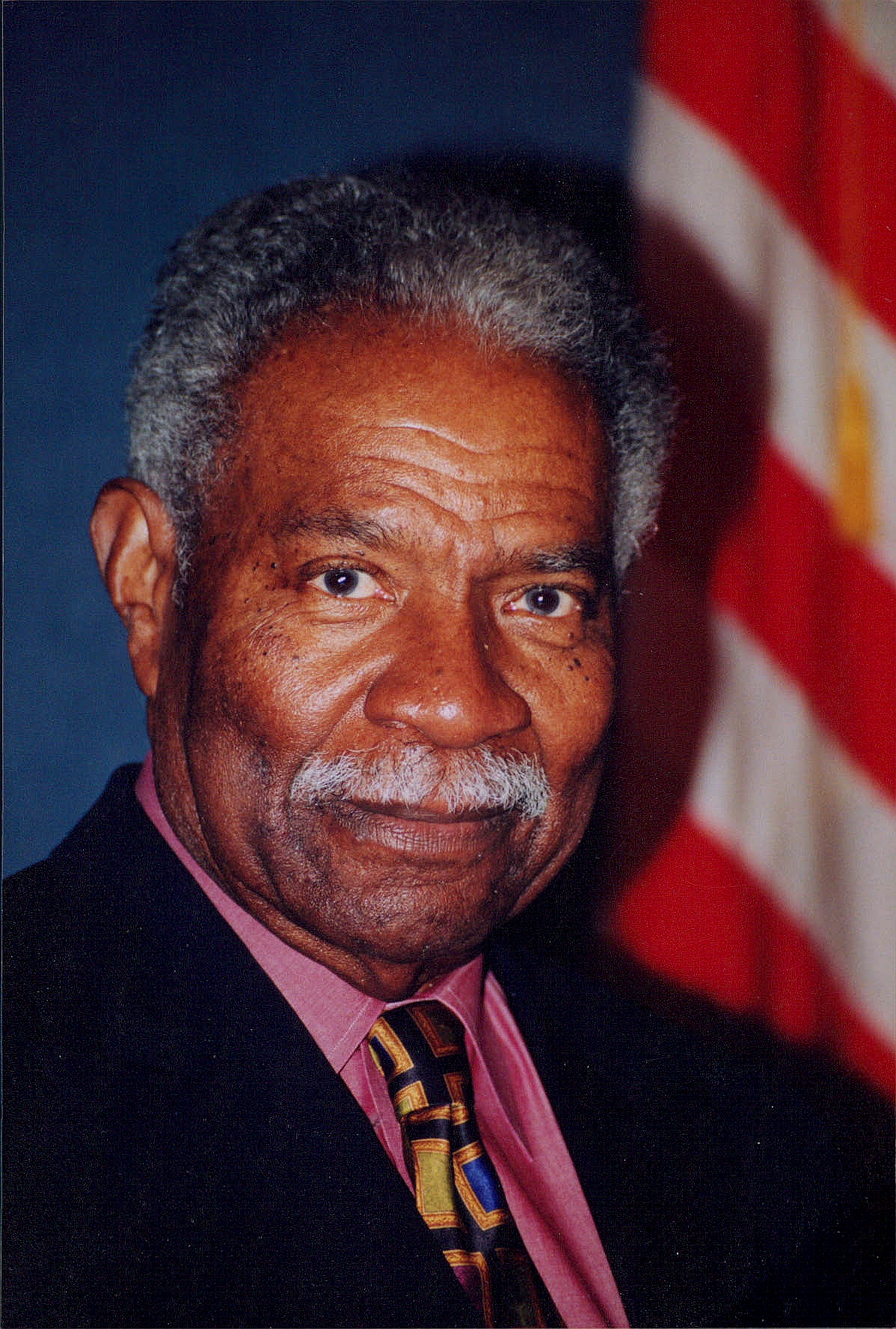
Ossie Davis (1917–2005)

- Davis, Otis (1932–2024), US-amerikanischer Sprinter und Olympiasieger
- Davis, Owen (1874–1956), US-amerikanischer Dramatiker
- Davis, Owen junior (1907–1949), US-amerikanischer Schauspieler und Fernsehproduzent

#### Davis, P
- Davis, Pam, neuseeländische Squashspielerin
- Davis, Parley (1766–1848), US-amerikanischer Brigadegeneral, einer der ersten weißen Siedler in Montpelier, Vermont
- Davis, Patrick (* 1986), US-amerikanischer Eishockeyspieler
- Davis, Patti (* 1952), US-amerikanische Autorin, Tochter von Ronald Reagan und Nancy Davis
- Davis, Paul (1948–2008), US-amerikanischer Singer-Songwriter, Musiker und Produzent
- Davis, Paul (* 1958), kanadisch-norwegischer Segler
- Davis, Paul (* 1961), englischer Fußballspieler
- Davis, Paul (* 1964), US-amerikanischer Baseballtrainer
- Davis, Paul (* 1972), US-amerikanischer Politiker
- Davis, Paulina Kellogg Wright (1813–1876), US-amerikanische Abolitionistin und Sozialreformerin
- Davis, Pauline (1917–1995), US-amerikanische Politikerin
- Davis, Peter (* 1937), US-amerikanischer Filmemacher, Sachbuchautor und Journalist
- Davis, Peter Hadland (1918–1992), britischer Botaniker
- Davis, Peter S. (1942–2021), US-amerikanischer Filmproduzent
- Davis, Phil (1906–1964), US-amerikanischer Comiczeichner und Illustrator
- Davis, Philip (1923–2018), US-amerikanischer Mathematiker und Autor
- Davis, Philip (* 1951), bahamaischer Politiker und AnwaltPhilip Davis (* 1951)

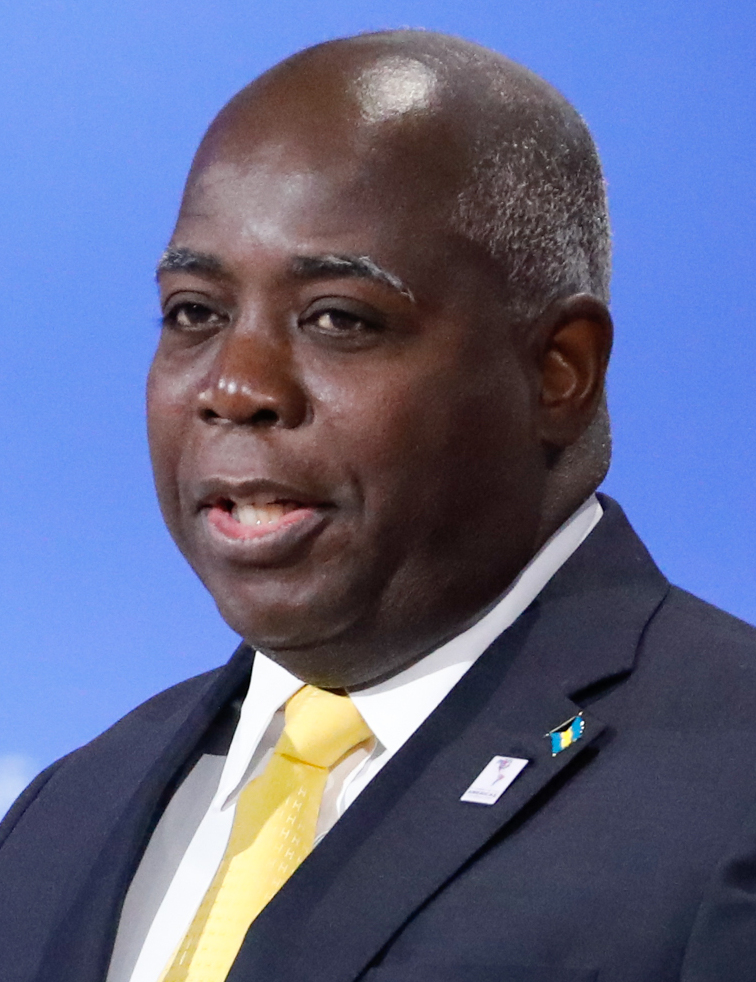
Philip Davis (* 1951)

- Davis, Philip (* 1953), englischer Schauspieler, Regisseur, Drehbuchautor und Komponist
- Davis, Pierpont (1884–1953), US-amerikanischer Segler

#### Davis, Q
- Davis, Quenese (* 1988), amerikanische Basketballspielerin
- Davis, Quincy (* 1977), amerikanischer Jazzmusiker (Schlagzeug)

#### Davis, R
- Davis, Raymond Allen (* 1973), US-amerikanischer Angestellter der amerikanischen Botschaft in Pakistan
- Davis, Raymond junior (1914–2006), US-amerikanischer Chemiker und Nobelpreisträger
- Davis, Rebecca Harding (1831–1910), US-amerikanische Schriftstellerin
- Davis, Rees Alfred (1856–1940), südafrikanischer Obstfachmann
- Davis, Regi, US-amerikanischer Schauspieler
- Davis, Reuben (1813–1890), US-amerikanischer Politiker
- Davis, Richard (1930–2023), US-amerikanischer JazzbassistRichard Davis (1930–2023)

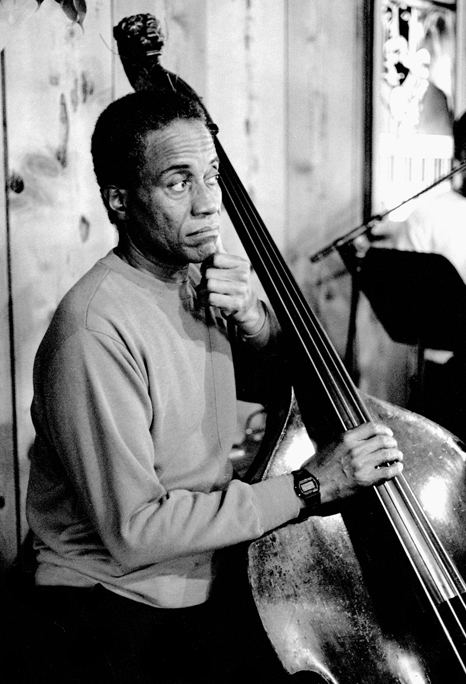
Richard Davis (1930–2023)

- Davis, Richard D. (1799–1871), US-amerikanischer Jurist und Politiker
- Davis, Richard G., US-amerikanischer Astronom und Asteroidenentdecker
- Davis, Richard Harding (1864–1916), US-amerikanischer Schriftsteller, Journalist und Dramatiker
- Davis, Richard Joseph (1921–1999), US-amerikanischer Politiker
- Davis, Rick (* 1958), US-amerikanischer Fußballspieler
- Davis, Ricky (* 1979), US-amerikanischer Basketballspieler
- Davis, Robert Atkinson (1841–1903), kanadischer Politiker und Unternehmer
- Davis, Robert C. (* 1948), US-amerikanischer Historiker
- Davis, Robert Lee (1893–1967), US-amerikanischer Politiker
- Davis, Robert T. (1823–1906), irisch-amerikanischer Politiker
- Davis, Robert Thomas (1927–2010), US-amerikanischer Footballspieler und Politiker
- Davis, Robert William (1932–2009), US-amerikanischer Politiker
- Davis, Robert Wyche (1849–1929), US-amerikanischer Politiker
- Davis, Rod (* 1955), US-amerikanisch-neuseeländischer Segler
- Davis, Rodney (* 1970), US-amerikanischer Politiker der Republikanischen Partei
- Davis, Roger (1762–1815), US-amerikanischer Politiker
- Davis, Roger (* 1939), US-amerikanischer Schauspieler
- Davis, Ron (* 1937), US-amerikanischer Maler, Grafiker und Objektkünstler
- Davis, Ronald W. (* 1941), US-amerikanischer Genetiker
- Davis, Roy Elonza (1890–1966), US-amerikanischer Prediger
- Davis, Russell C. (* 1938), US-amerikanischer Offizier, Generalleutnant der US Air Force
- Davis, Ruth M. (1928–2012), US-amerikanische Mathematikerin und Informatikerin
- Davis, Ryan (* 1983), deutscher Musikproduzent, Liveact, DJ und Grafiker

#### Davis, S
- Davis, Sam (1842–1863), konföderierter Soldat
- Davis, Sam (* 1903), namibischer Bürgermeister und Journalist
- Davis, Sam (* 1964), deutsch-amerikanischer Filmproduzent
- Davis, Sam A., Kameramann, Filmproduzent und Filmeditor
- Davis, Sammi (* 1964), britische Schauspielerin und Fotografin
- Davis, Sammy (1887–1981), britischer Autorennfahrer und Motorsportjournalist
- Davis, Sammy senior (1900–1988), US-amerikanischer Sänger und Tänzer
- Davis, Sammy, Jr. (1925–1990), US-amerikanischer Sänger, Tänzer und SchauspielerSammy Davis, Jr. (1925–1990)

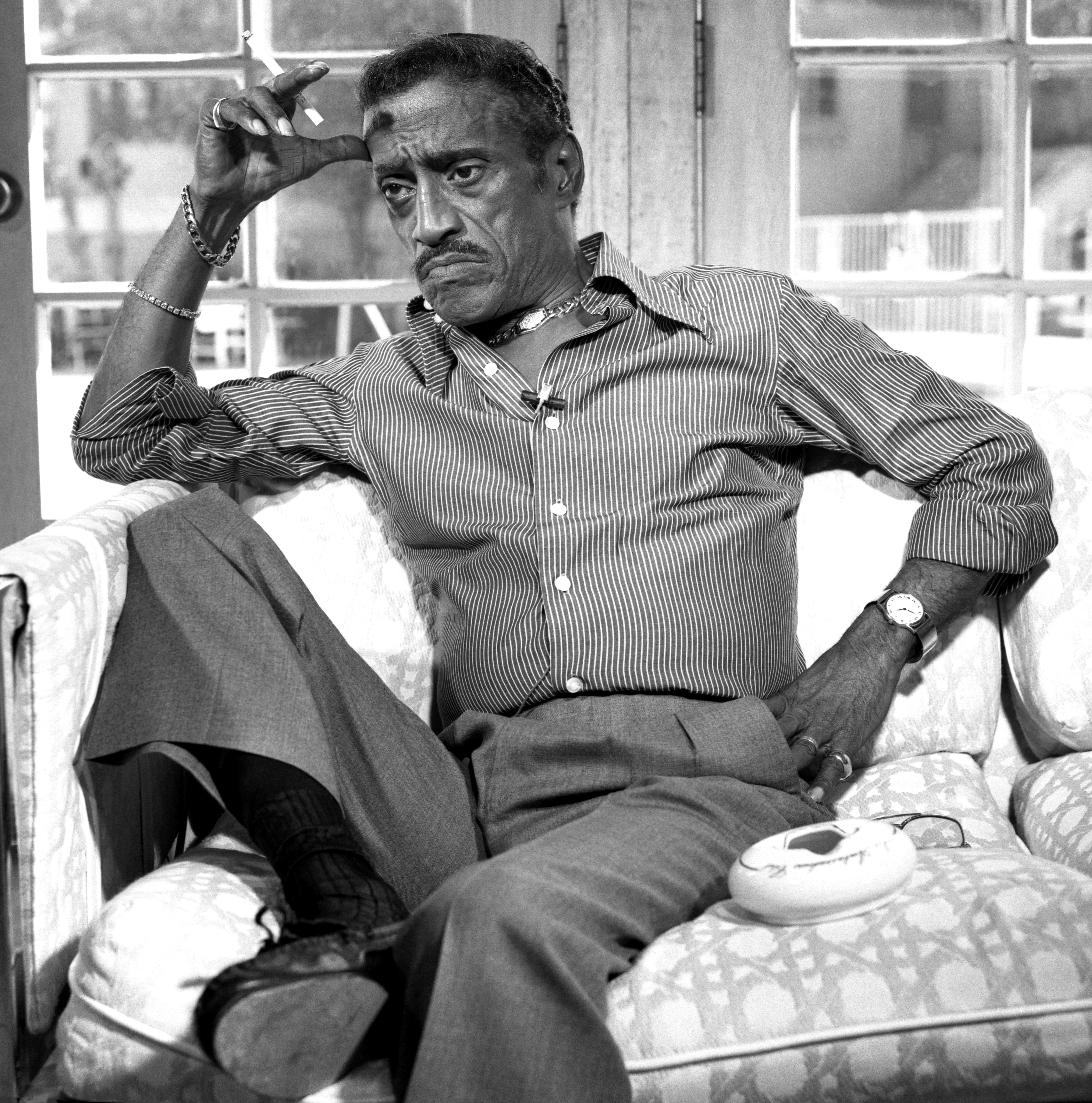
Sammy Davis, Jr. (1925–1990)

- Davis, Samuel (1774–1831), US-amerikanischer Politiker
- Davis, Scott (* 1952), amerikanischer Manager, CEO (UPS)
- Davis, Scott (* 1962), US-amerikanischer Tennisspieler
- Davis, Scott (* 1972), US-amerikanischer Eiskunstläufer
- Davis, Scott (* 1979), australischer Radrennfahrer
- Davis, Scott D. (* 1973), US-amerikanischer Musiker
- Davis, Sean (* 1979), englischer Fußballspieler
- Davis, Shani (* 1982), US-amerikanischer Eisschnellläufer
- Davis, Sharen (* 1957), US-amerikanische Kostümbildnerin
- Davis, Sheena (* 1968), britische Jazzsängerin
- Davis, Sidney, US-amerikanischer Filmschauspieler, Drehbuchautor und Filmproduzent
- Davis, Sin (* 1997), deutscher Hip-Hop-Musiker
- Davis, Skeeter (1931–2004), US-amerikanische Sängerin
- Davis, Spanky (1943–2014), US-amerikanischer Jazztrompeter und Bandleader
- Davis, Spencer (1939–2020), britischer Rockmusiker (Gesang, Gitarre, Keyboards, Mundharmonika)
- Davis, Stanton (* 1945), US-amerikanischer Jazztrompeter und -flügelhornist
- Davis, Steph (* 1973), amerikanische Alpinistin, Base-Jumperin und Wingsuit-PilotinSteph Davis (* 1973)

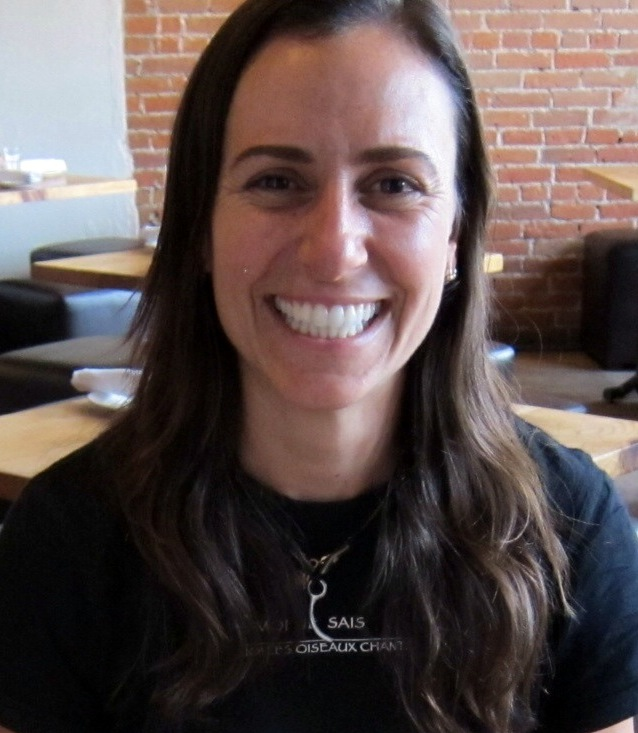
Steph Davis (* 1973)

- Davis, Stephen H. (1939–2021), US-amerikanischer Ingenieur und Mathematiker
- Davis, Stephen J. (* 1966), US-amerikanischer Religionswissenschaftler
- Davis, Steve (1929–1987), US-amerikanischer Jazzbassist
- Davis, Steve (* 1957), englischer Snookerspieler
- Davis, Steve (* 1967), US-amerikanischer Jazz-Posaunist des Hardbop
- Davis, Steven (* 1985), nordirischer Fußballspieler
- Davis, Stringer (1899–1973), englischer Schauspieler
- Davis, Stuart (1894–1964), US-amerikanischer Maler
- Davis, Susan (* 1944), US-amerikanische Politikerin (Demokratischen Partei)
- Davis, Suzanne (* 1978), US-amerikanische Schauspielerin

#### Davis, T
- Davis, Talia A., US-amerikanische Schauspielerin und Synchronsprecherin
- Davis, Tamari (* 2003), US-amerikanische Sprinterin
- Davis, Tamra (* 1962), amerikanische Film-, Fernseh- und Musikvideoregisseurin
- Davis, Tenika (* 1985), kanadische Schauspielerin und Model
- Davis, Terence (* 1997), US-amerikanischer Basketballspieler
- Davis, Terrell (* 1972), US-amerikanischer American-Football-Spieler
- Davis, Terry (1938–2024), britischer Generalsekretär des EuroparatsTerry Davis (1938–2024)

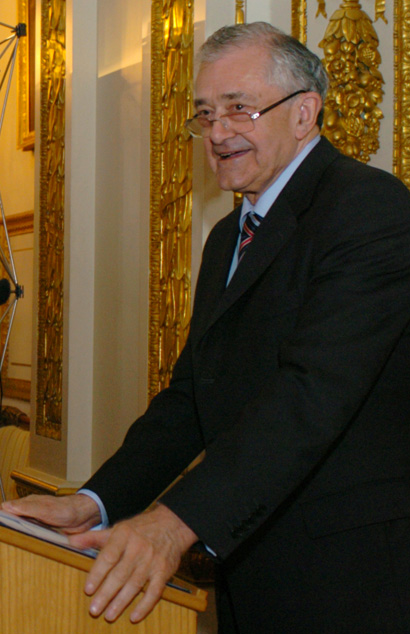
Terry Davis (1938–2024)

- Davis, Theodore M. (1837–1915), US-amerikanischer Geldgeber der Ausgrabungen im Tal der Könige
- Davis, Thomas (1806–1895), irisch-amerikanischer Politiker
- Davis, Thomas (1814–1845), irischer Dichter
- Davis, Thomas (* 1983), US-amerikanischer American-Football-Spieler
- Davis, Thomas Beall (1828–1911), US-amerikanischer Politiker
- Davis, Thomas Benjamin (1867–1942), britischer Geschäftsmann, Regattasegler und Philanthrop
- Davis, Thomas Clayton (1889–1960), kanadischer Diplomat
- Davis, Thomas M. (* 1949), US-amerikanischer Politiker
- Davis, Thomas Terry (1765–1807), US-amerikanischer Politiker
- Davis, Thomas Treadwell (1810–1872), US-amerikanischer Jurist und Politiker
- Davis, Thornetta (* 1963), US-amerikanische Blues- und R&B-Sängerin
- Davis, Thulani (* 1949), US-amerikanische Dramatikerin, Journalistin, Librettistin, Schriftstellerin, Lyrikerin und Hochschullehrerin
- Davis, Timothy (1794–1872), US-amerikanischer Politiker
- Davis, Timothy (1821–1888), US-amerikanischer Politiker
- Davis, Tracey (* 1977), australische Synchronschwimmerin
- Davis, Trina (* 2001), US-amerikanisch-fidschianische Fußballspielerin
- Davis, Troy (1968–2011), US-amerikanischer Arbeiter, zum Tode verurteilt und 2011 hingerichtet
- Davis, Tyrone (1938–2005), US-amerikanischer Soul-Musiker

#### Davis, U
- Davis, Ulysses (1872–1924), US-amerikanischer Regisseur

#### Davis, V
- Davis, Vaginal, US-amerikanische Entertainerin, Intersexuelle Person, Queere Person, Dragqueen, Schauspielerin, Drag
- Davis, Varina (1826–1906), zweite Ehefrau von Jefferson Davis, dem Präsidenten der Konföderierten Staaten von Amerika (1861–1865)
- Davis, Varina Anne (1864–1898), US-amerikanische Schriftstellerin und Künstlerin
- Davis, Vernon (* 1984), US-amerikanischer American-Football-Spieler
- Davis, Vicki (* 1980), US-amerikanische Schauspielerin und Synchronsprecherin
- Davis, Victor (1964–1989), kanadischer Schwimmer
- Davis, Vincent (* 1957), US-amerikanischer Jazz-Schlagzeuger und Perkussionist
- Davis, Viola (* 1965), US-amerikanische SchauspielerinViola Davis (* 1965)

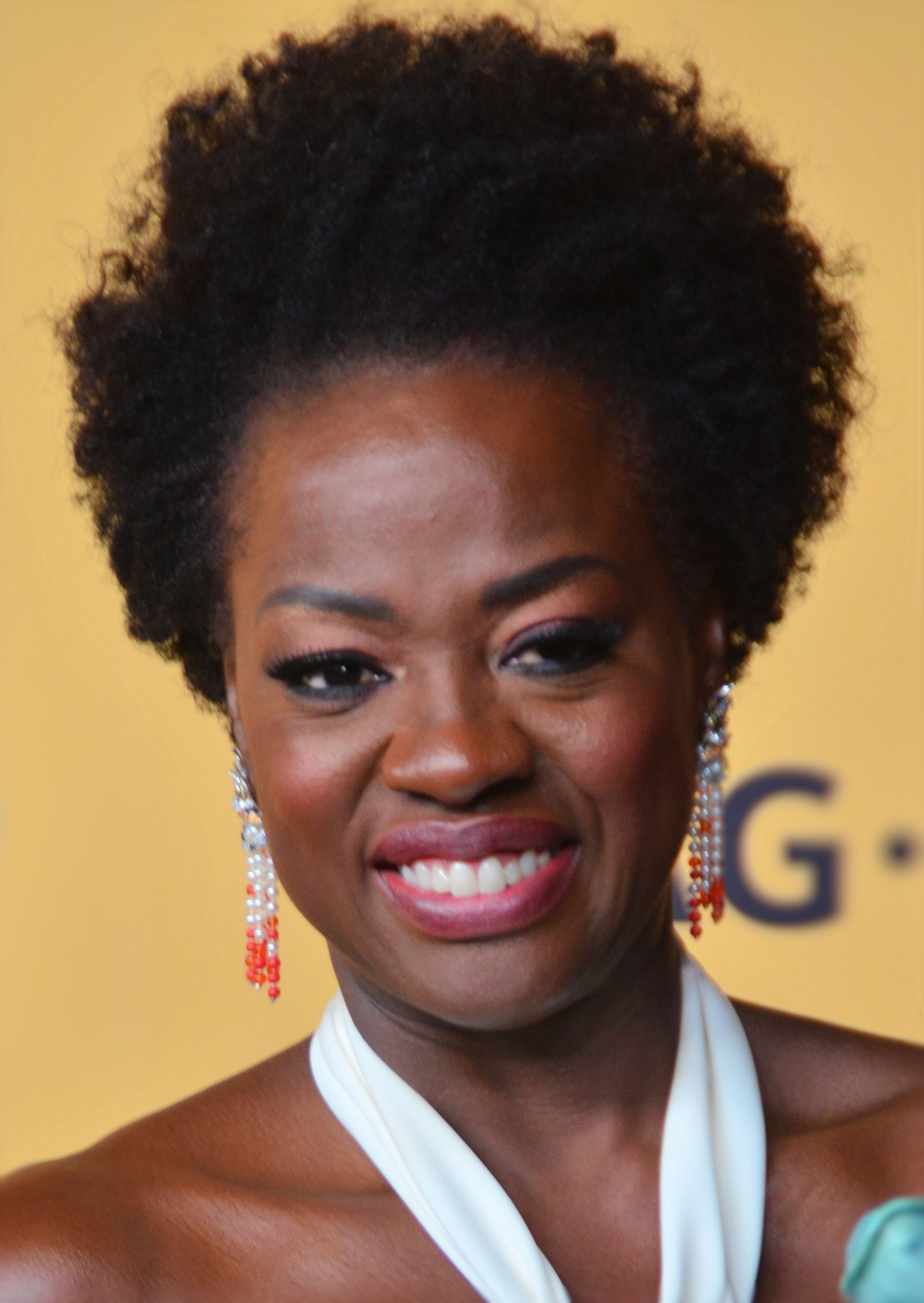
Viola Davis (* 1965)

- Davis, Virginia (1918–2009), amerikanische Kinderschauspielerin
- Davis, Viveka (* 1969), US-amerikanische Filmschauspielerin

#### Davis, W
- Davis, Walt (1931–2020), US-amerikanischer Hochspringer und Basketballspieler
- Davis, Walter (1912–1963), US-amerikanischer Blues-Musiker
- Davis, Walter (1954–2023), US-amerikanischer Basketballspieler
- Davis, Walter (* 1979), US-amerikanischer Leichtathlet
- Davis, Walter junior (1932–1990), US-amerikanischer Jazz-Pianist, Komponist und Arrangeur
- Davis, Walter Naylor (1876–1951), US-amerikanischer Politiker
- Davis, Wantha (1917–2012), US-amerikanische Jockey im Galopprennsport
- Davis, Warren R. (1793–1835), US-amerikanischer Politiker
- Davis, Warwick (* 1970), englischer SchauspielerWarwick Davis (* 1970)

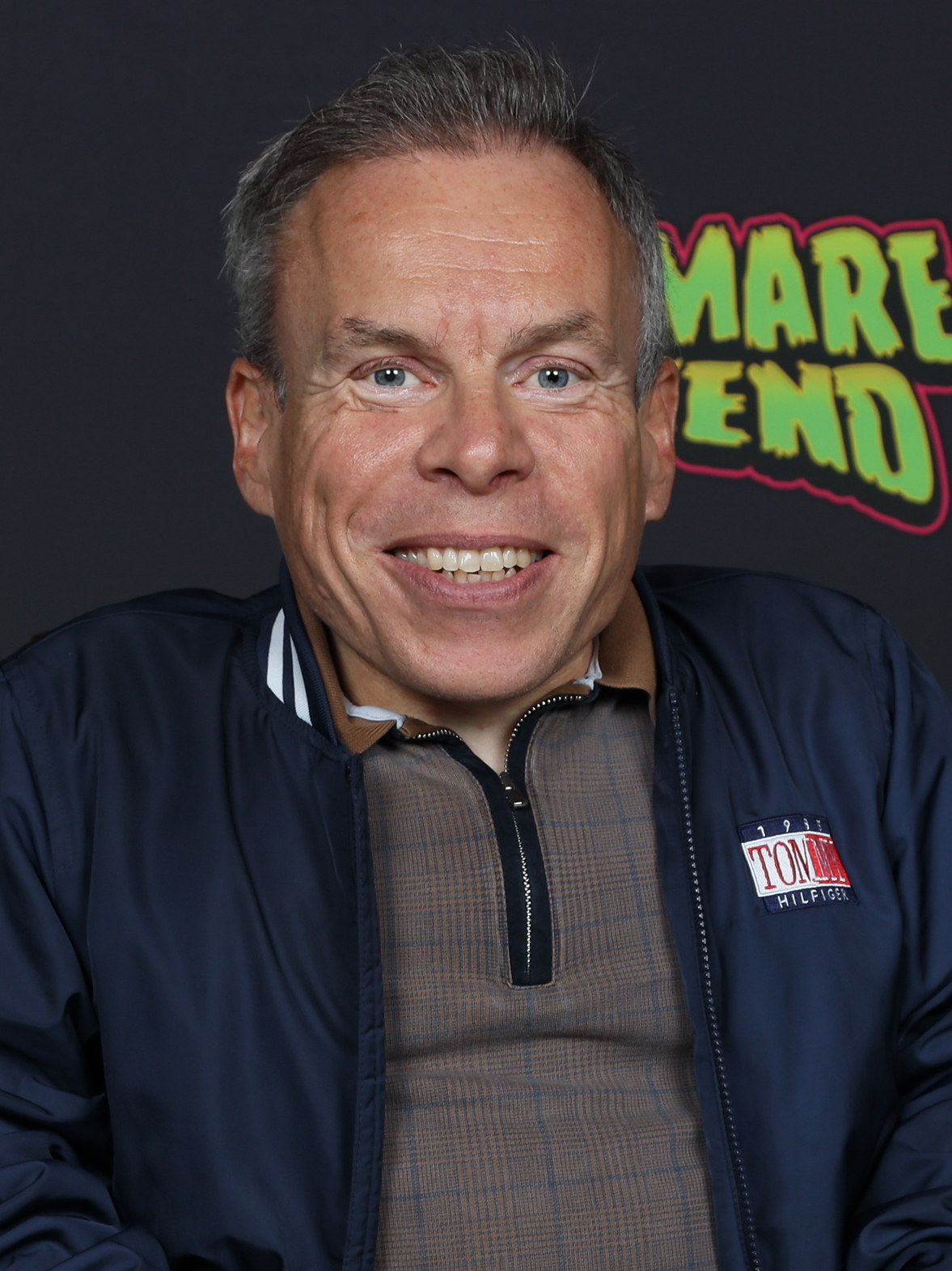
Warwick Davis (* 1970)

- Davis, Watson (1896–1967), US-amerikanischer Wissenschaftsautor und -organisator
- Davis, Wendy (* 1963), amerikanische Politikerin (Demokratische Partei)
- Davis, Wendy (* 1966), US-amerikanische Schauspielerin
- Davis, Westmoreland (1859–1942), US-amerikanischer Politiker
- Davis, Wild Bill (1918–1995), US-amerikanischer Jazz- und Bluesorganist
- Davis, Will (1877–1932), französischer Radsportler
- Davis, Will (1926–1984), US-amerikanischer Jazzpianist
- Davis, Will (* 1943), US-amerikanischer Psychologe und Psychotherapeut
- Davis, William B. (1902–1995), US-amerikanischer Zoologe
- Davis, William Bruce (* 1938), kanadischer Schauspieler
- Davis, William C. (1867–1934), US-amerikanischer Politiker und Vizegouverneur von Alabama (1927–1931)
- Davis, William C. (* 1946), US-amerikanischer Historiker
- Davis, William George Mackey (1812–1898), Brigadegeneral des Heeres der Konföderierten Staaten von Amerika im Sezessionskrieg
- Davis, William Morris (1815–1891), US-amerikanischer Politiker
- Davis, William Morris (1850–1934), US-amerikanischer Naturwissenschaftler
- Davis, William Watts Hart (1820–1910), US-amerikanischer Jurist, Offizier, Zeitungseigentümer, Politiker und Historiker
- Davis, Willie (1934–2020), US-amerikanischer American-Football-Spieler und Unternehmer
- Davis, Woodbury (1818–1871), US-amerikanischer Anwalt und Politiker
- Davis, Wyatt (* 1999), US-amerikanischer American-Football-Spieler

#### Davis, X
- Davis, Xavier (* 1971), amerikanischer Jazzmusiker (Piano, Komposition)

#### Davis, Z
- Davis, Zara (* 1966), englische Windsurferin und mehrfache Weltmeisterin

### Davis-

#### Davis-K
- Davis-Kimball, Jeannine (1929–2017), US-amerikanische Archäologin

#### Davis-R
- Davis-Reed, Timothy, US-amerikanischer Schauspieler

#### Davis-T
- Davis-Thompson, Pauline (* 1966), bahamaische Sprinterin und Olympiasiegerin

#### Davis-W
- Davis-Williams, Shanesia (* 1966), US-amerikanische Schauspielerin
- Davis-Woodhall, Tara (* 1999), US-amerikanische Weitspringerin

### Davisl
- Davislim, Steve (1967–2024), australischer Opernsänger (Tenor)

### Daviso
- Davison, Alex (* 1979), australischer Automobilrennfahrer
- Davison, Ann (1912–1992), britische Seglerin
- Davison, Archibald Thompson (1883–1961), US-amerikanischer Musikwissenschaftler, Musikpädagoge und Chorleiter
- Davison, Arthur (1918–1992), kanadischer Geiger und Dirigent
- Davison, Bennett (* 1975), US-amerikanischer Basketballspieler
- Davison, Bobby (* 1959), englischer Fußballspieler und -trainer
- Davison, Brian (1942–2008), britischer Schlagzeuger
- Davison, Bruce (* 1946), US-amerikanischer SchauspielerBruce Davison (* 1946)

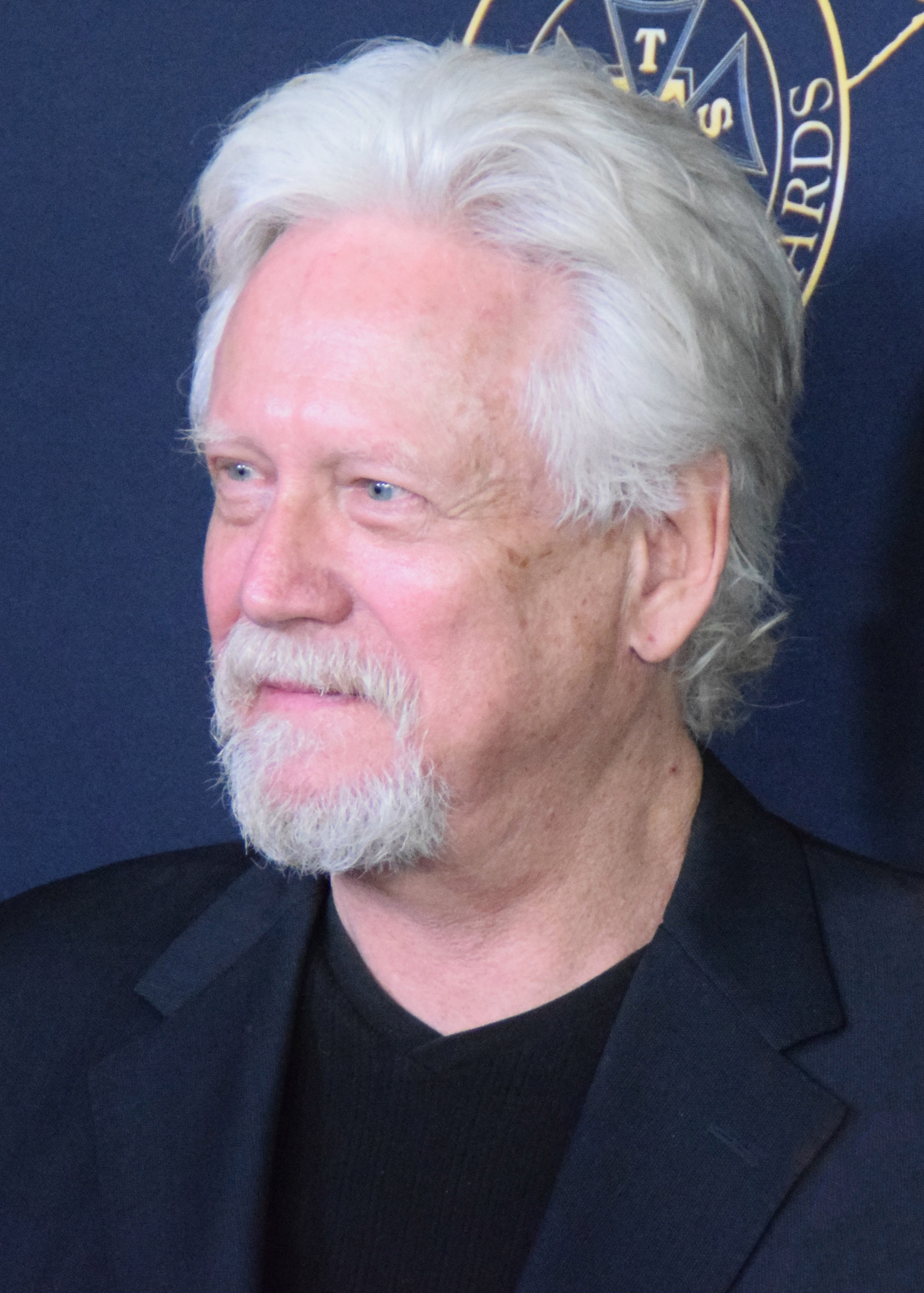
Bruce Davison (* 1946)

- Davison, Bryce (* 1986), kanadischer Eiskunstläufer
- Davison, David (* 1916), englischer Fußballtormann und -trainer
- Davison, Elsie Joy (1910–1940), britische Pilotin
- Davison, Emily (1872–1913), britische Suffragette
- Davison, F. Trubee (1896–1976), US-amerikanischer Personaldirektor der CIA
- Davison, Frank Dalby (1893–1970), australischer Schriftsteller
- Davison, Frederic E. (1917–1999), US-amerikanischer Offizier, Generalmajor der US-Army
- Davison, George († 1930), englischer Fotograf, Manager und Philanthrop; Gründungsmitglied des Linked Ring
- Davison, George M. (1855–1912), US-amerikanischer Politiker
- Davison, Gerard († 2015), nordirischer Paramilitär
- Davison, Henry Pomeroy (1867–1922), amerikanischer Bankier, Philanthrop und Gründungsvater der Liga der Rotkreuz-Gesellschaften
- Davison, Ian (* 1968), britischer Rechtsextremist
- Davison, James (* 1986), australischer Automobilrennfahrer
- Davison, Jean M., US-amerikanische Klassische Archäologin
- Davison, Joel James (* 2001), britischer Theater- und Filmschauspieler
- Davison, John (1933–2009), US-amerikanischer Diplomat
- Davison, Jon (* 1949), US-amerikanischer Filmproduzent
- Davison, Jon (* 1971), US-amerikanischer Sänger, Musiker und Songwriter
- Davison, Lea (* 1983), amerikanische Radrennfahrerin
- Davison, Liam (1957–2014), australischer Schriftsteller
- Davison, Louis (* 1999), britischer Theater- und Filmschauspieler
- Davison, Luke (* 1990), australischer Bahnradfahrer
- Davison, Michael S. (1917–2006), US-amerikanischer Offizier
- Davison, Paul (* 1971), englischer Snookerspieler
- Davison, Peter (* 1951), englischer SchauspielerPeter Davison (* 1951)

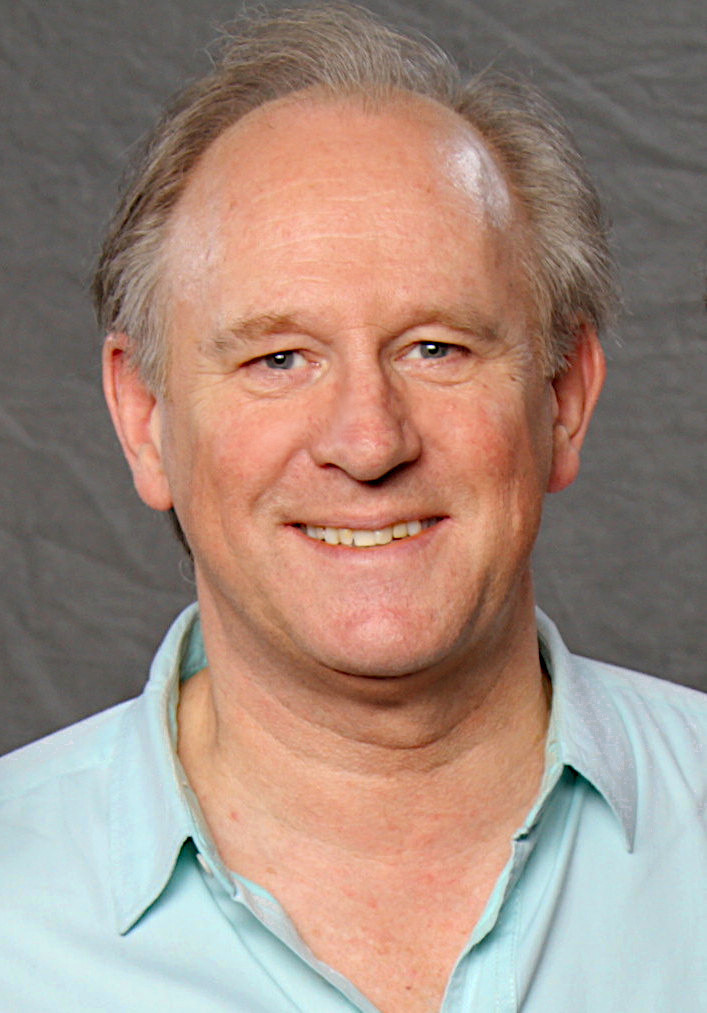
Peter Davison (* 1951)

- Davison, Richard (* 1955), britischer Dressurreiter
- Davison, Rob (* 1980), kanadischer Eishockeyspieler und -trainer
- Davison, Rosanna (* 1984), irisches Fotomodell
- Davison, Tito (1912–1985), mexikanischer Schauspieler, Drehbuchautor und Regisseur chilenischer Herkunft
- Davison, Tom (* 1988), britischer Springreiter und ehemaliger Bassist der Band Dakota
- Davison, Tyeler (* 1992), US-amerikanischer American-Football-Spieler
- Davison, Wild Bill (1906–1989), US-amerikanischer Jazz-Kornettist
- Davison, Will (* 1982), australischer Automobilrennfahrer
- Davison, William (1593–1669), schottischer Chemiker und Arzt

### Daviss
- Daviss, Betty-Anne, kanadische Hebamme und Wissenschaftlerin
- Daviss, Jonathan (* 1999), haitianisch-US-amerikanischer Schauspieler
- Davisson, Clinton (1881–1958), US-amerikanischer Physiker und Nobelpreisträger
- Davisson, Walther (1885–1973), deutscher Geiger und Dirigent